# コペンハーゲン国立美術館
コペンハーゲン国立美術館（コペンハーゲンこくりつびじゅつかん、Statens Museum for Kunst）はデンマークの首都コペンハーゲンにある美術館。

## 歴史

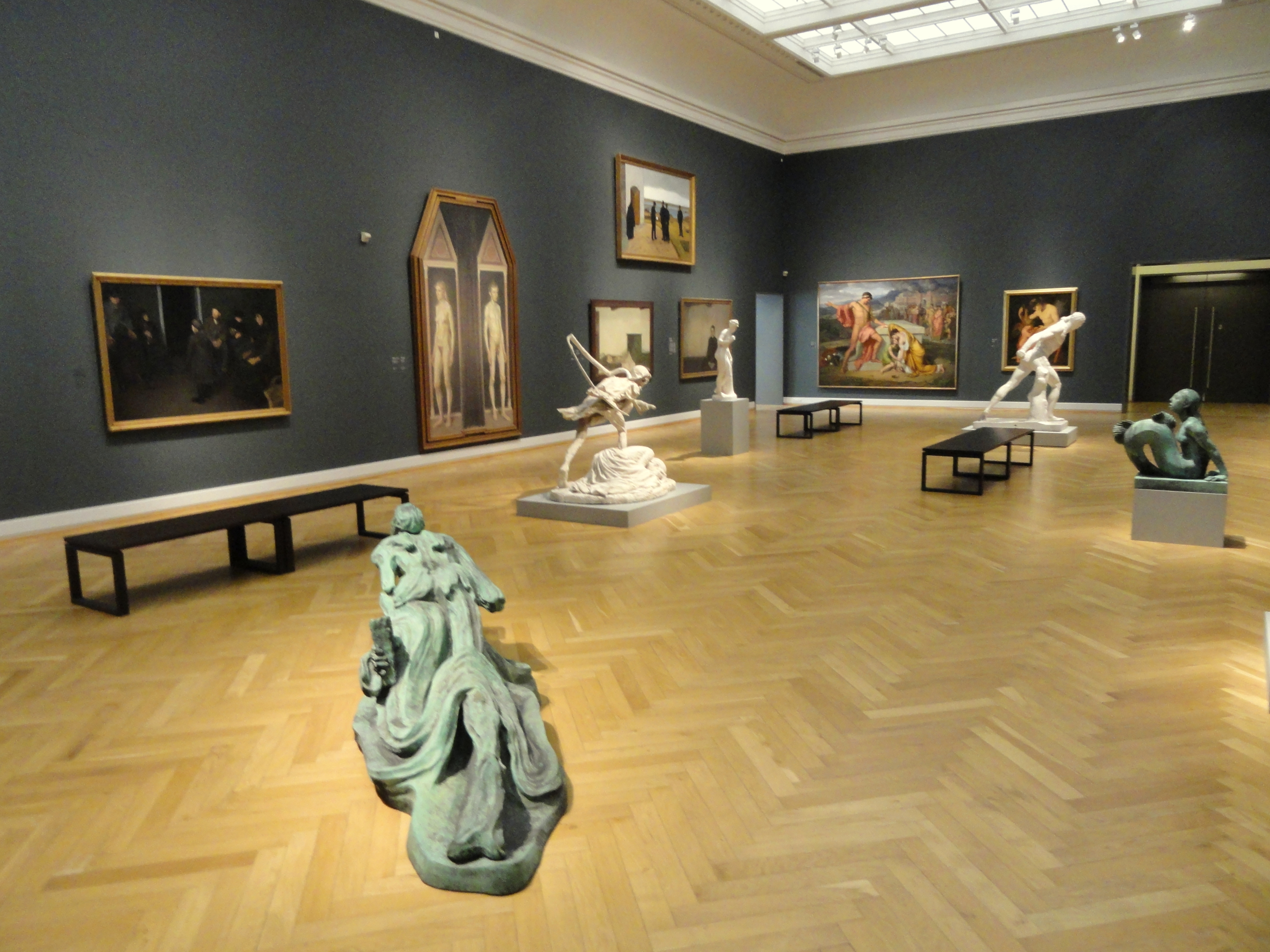
Interior - Statens Museum for Kunst

本美術館の所蔵品はデンマーク王室のコレクション保管庫である「驚異の部屋」（デンマーク語: Kunstkammeret）の所蔵品に由来する。ドイツ人のゲルハルト・モレル（Gerhard Morell）は、1750年頃に王室コレクションの管理人になった際、国王フレデリク5世に対し絵画のコレクションを分離することを提案した。自国のコレクションを他の欧州諸国の王室のそれに劣らないものとするため、国王はイタリア、オランダおよびドイツから絵画を大規模に買い入れた。これによりコレクションは充実し、特にフランドル地方とオランダの美術品が際立った。モレルが在任中に仕入れた中で最も重要な作品は、アンドレア・マンテーニャ作の「贖い主としてのキリスト」であった。クリスチャンスボー城には王の画廊（Det Kongelige Billedgalleri）が置かれていたが、1884年の火災で焼失した。1896年に本美術館が開設されるまで、所蔵品は居場所を失っていた。
それ以後も大規模な買い入れは続けられた。19世紀を通して、ほぼ例外なくデンマークの画家の作品のみが集められた。そのため、本美術館は、いわゆる「デンマークの黄金時代」の作品の比類ないコレクションを有するに至った。1754年にデンマーク王立美術院が開設されたこともあり、同国では高品質の絵画作品が制作されるようになっていた。

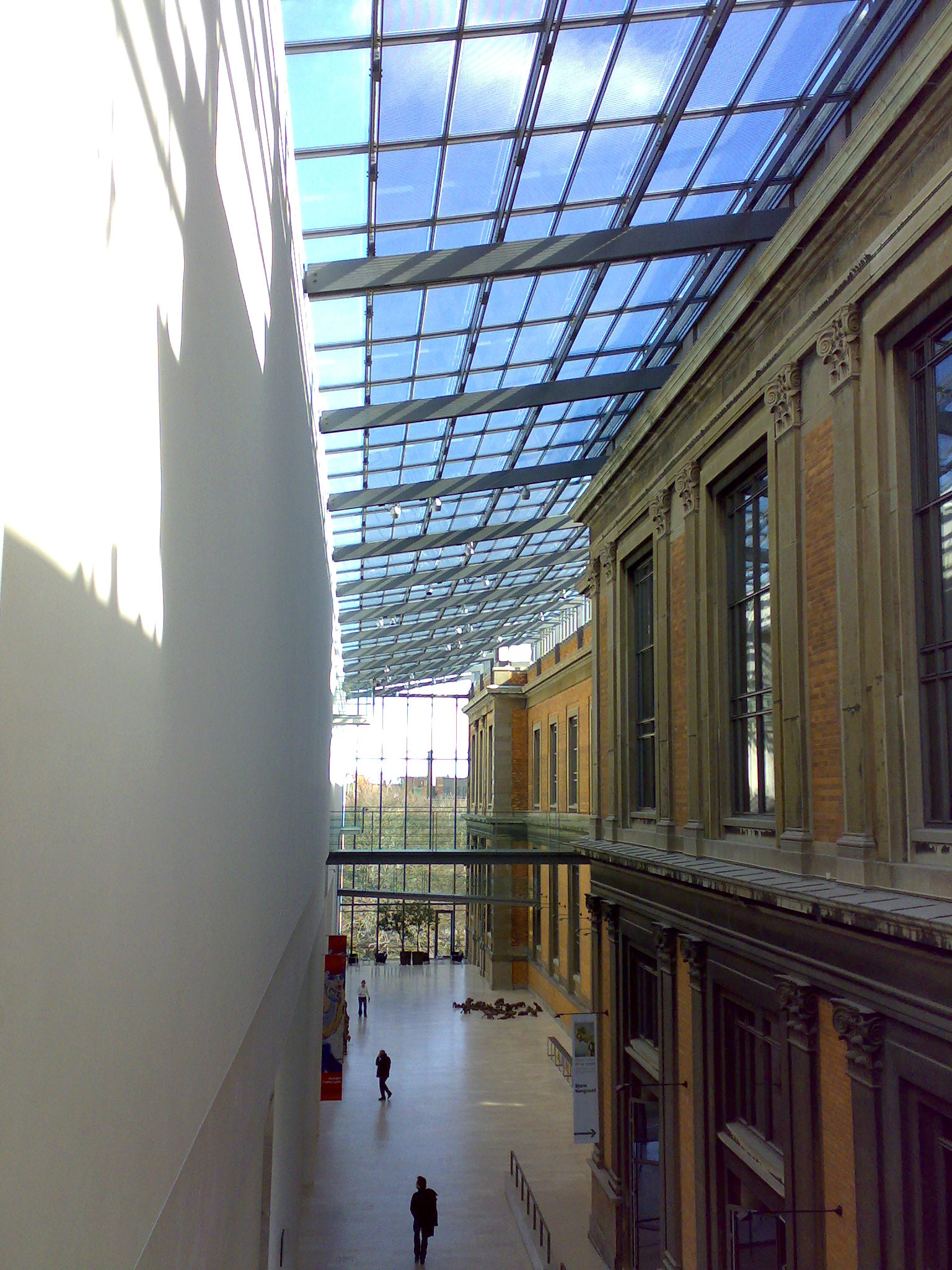
新館と旧館の接合部

近時においては、同館のコレクションは善意の寄贈と長期の貸借により拡張された。1928年には、Johannes Rumpによるフランス・モダニストの初期の大規模なコレクションが寄贈された。その後には、フランスの伝統的な絵画や彫刻が購入された。

## 所蔵作品
- 『贖い主としてのキリスト』：アンドレア・マンテーニャ (1488-1500)
- 『若い女性の肖像』：ルーカス・クラナッハ
- Abbed Yrsselius ：ピーテル・パウル・ルーベンス (1624)
- 『エウダミダスの遺書』：ニコラ・プッサン (1644-1648)
- 『マティス夫人の肖像』 ：アンリ・マティス(1905)
- Self-Portrait in a Striped T-shirt　：アンリ・マティス (1906)
- Le Luxe II　：アンリ・マティス (1907–08)
- 『クレスチャンスボー宮殿の眺め』：ヴィルヘルム・ハンマースホイ (1907)
- La Femme au Cheval (Woman with a horse)　：ジャン・メッツァンジェ (1911-12)

## ギャラリィー

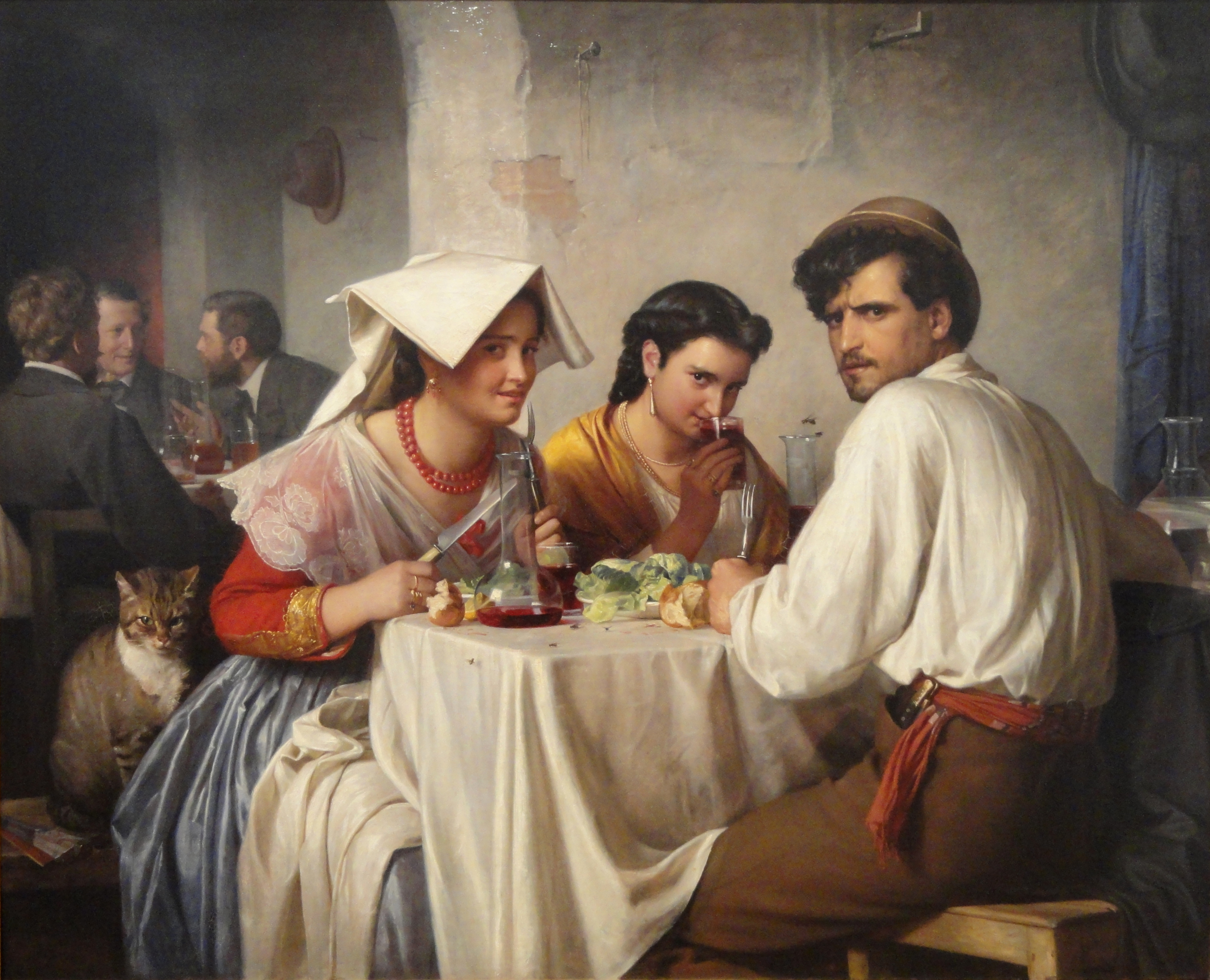
In a Roman Osteria カール・ハインリッヒ・ブロッホ, 1866年
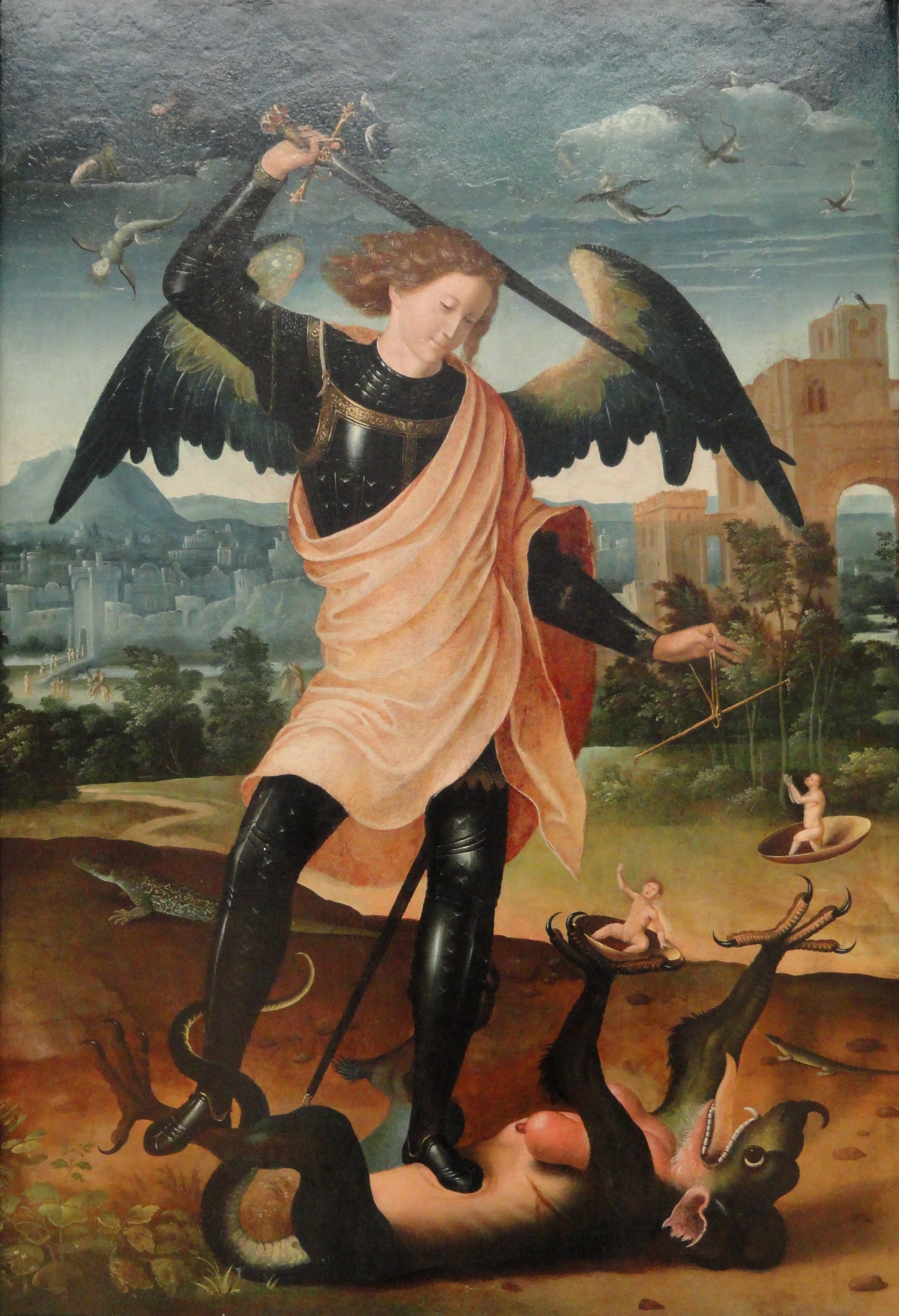
St. Michael and the Dragon 不詳のスペイン画家
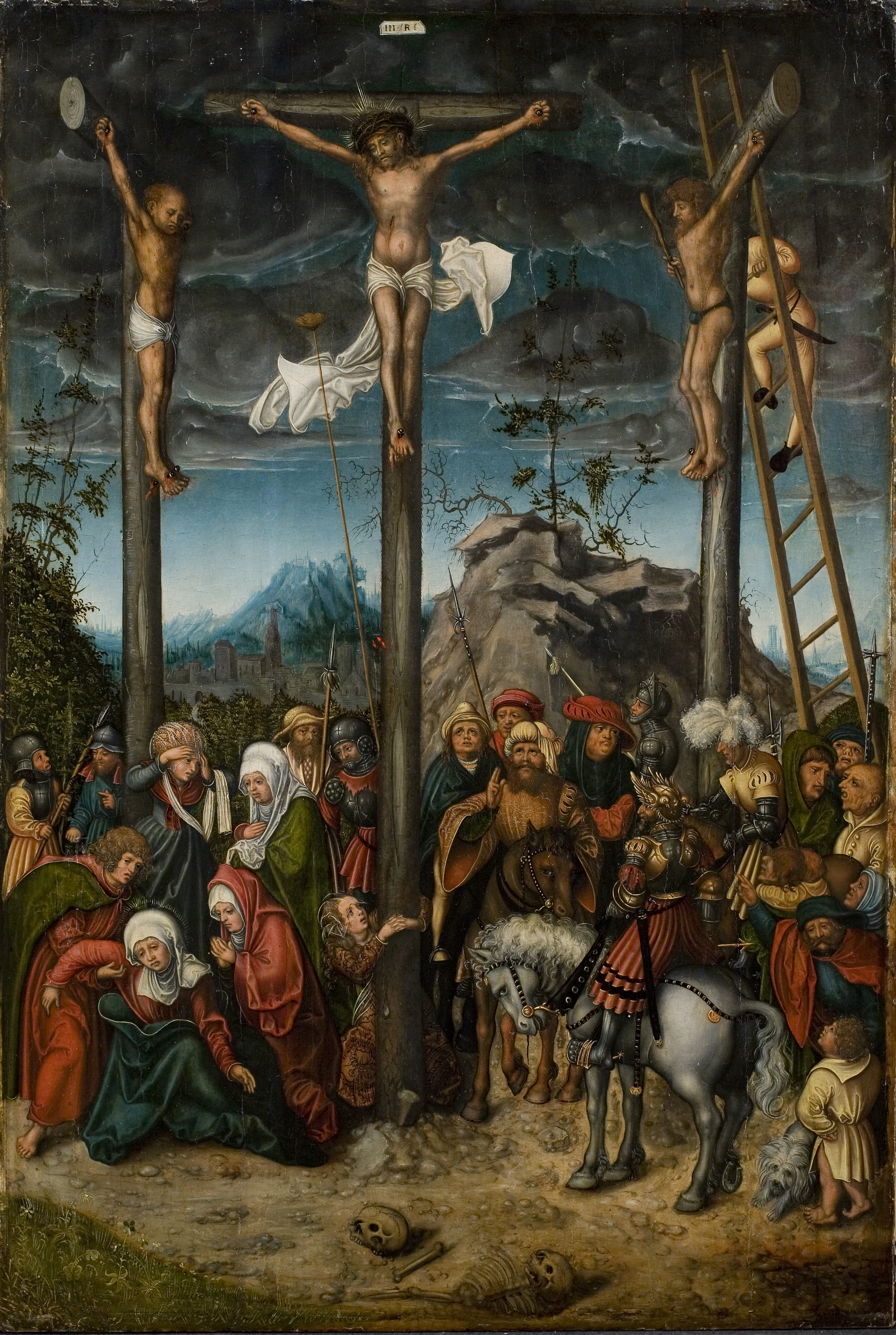
Crucifixion (Kreuzigung) ルーカス・クラナッハ
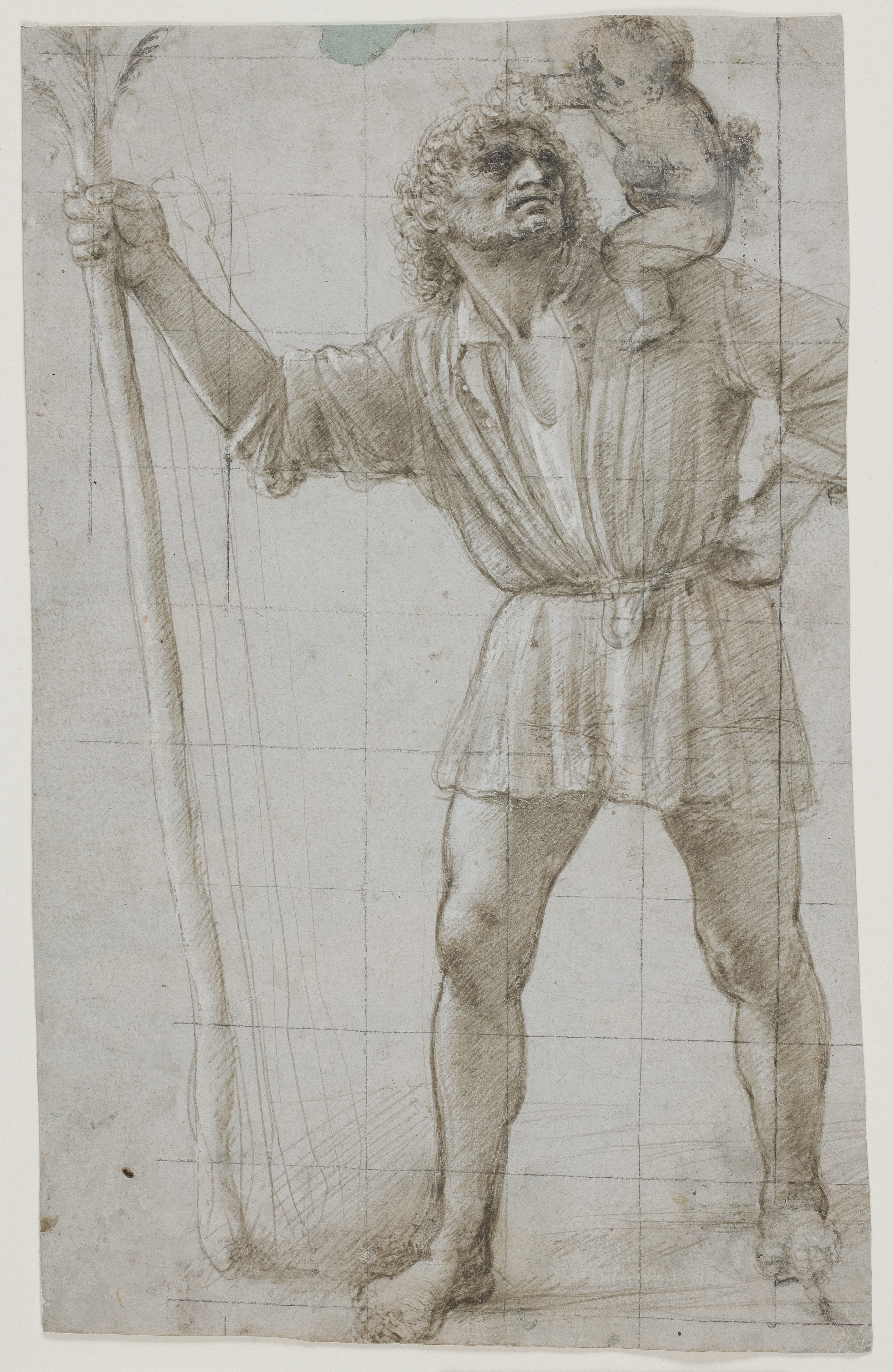
Saint Christopher ドナト・ブラマンテ, 1490年
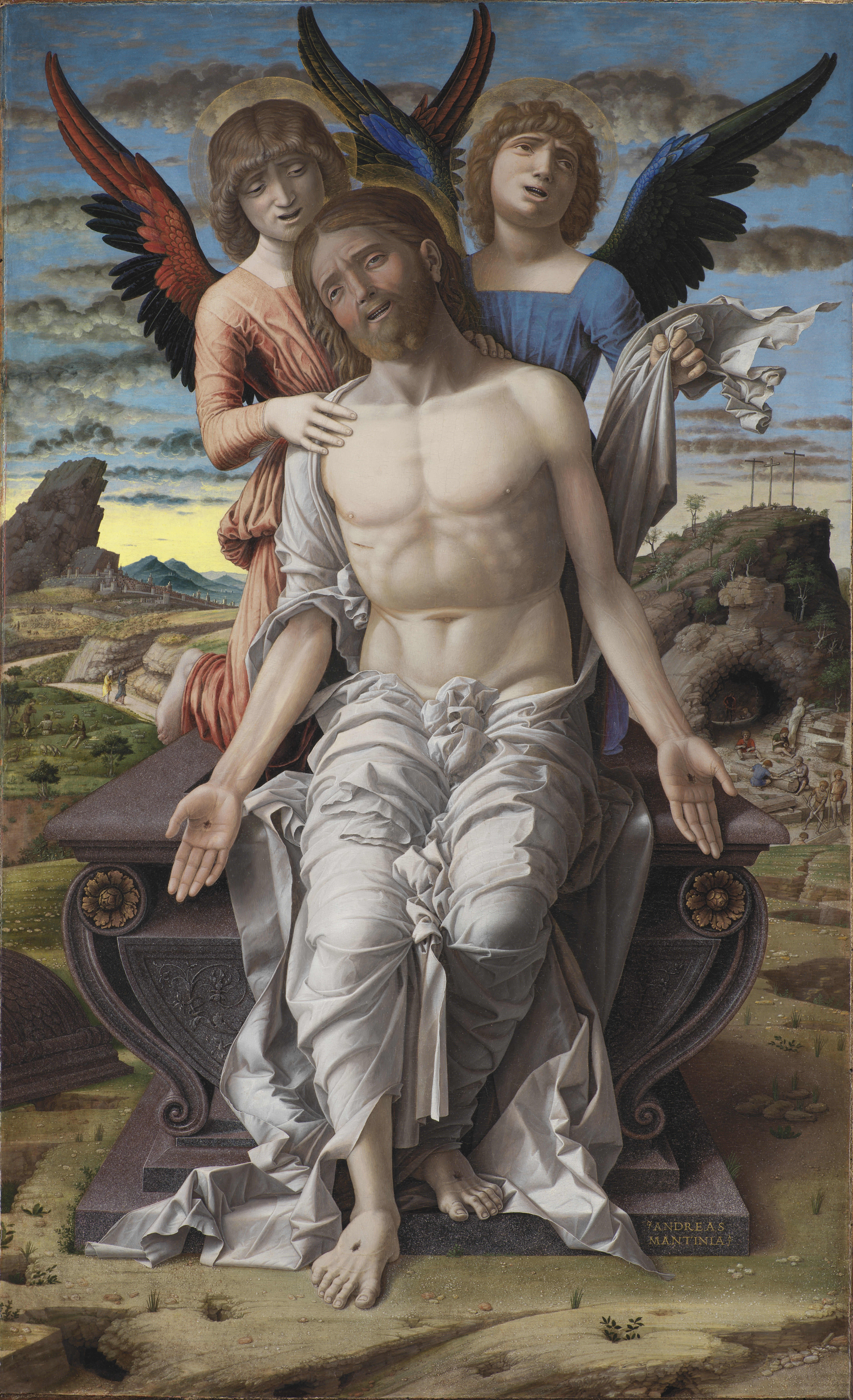
『贖い主としてのキリスト』 アンドレア・マンテーニャ, 1495-1500年
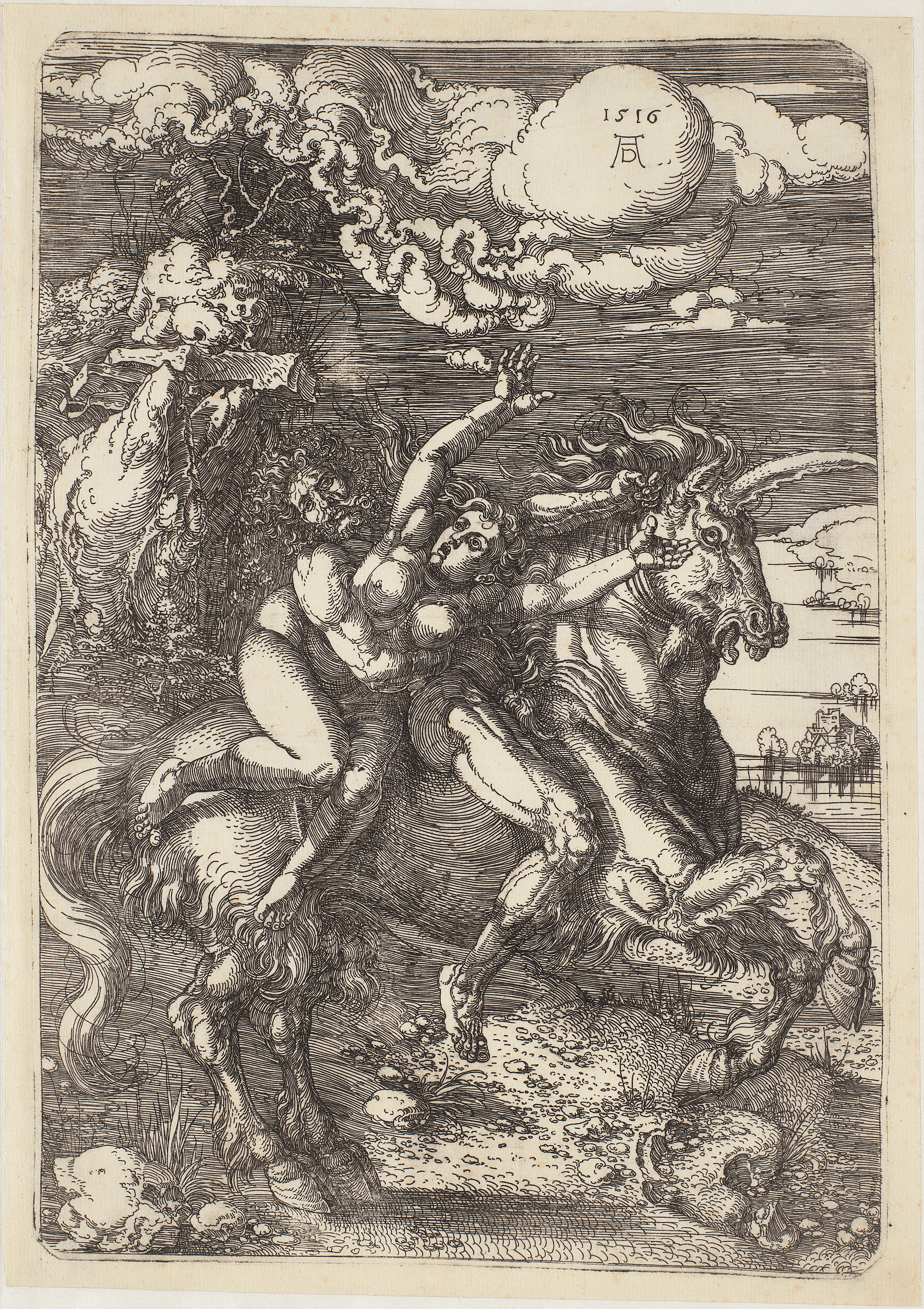
Abduction on a Unicorn アルブレヒト・デューラー, 1516年
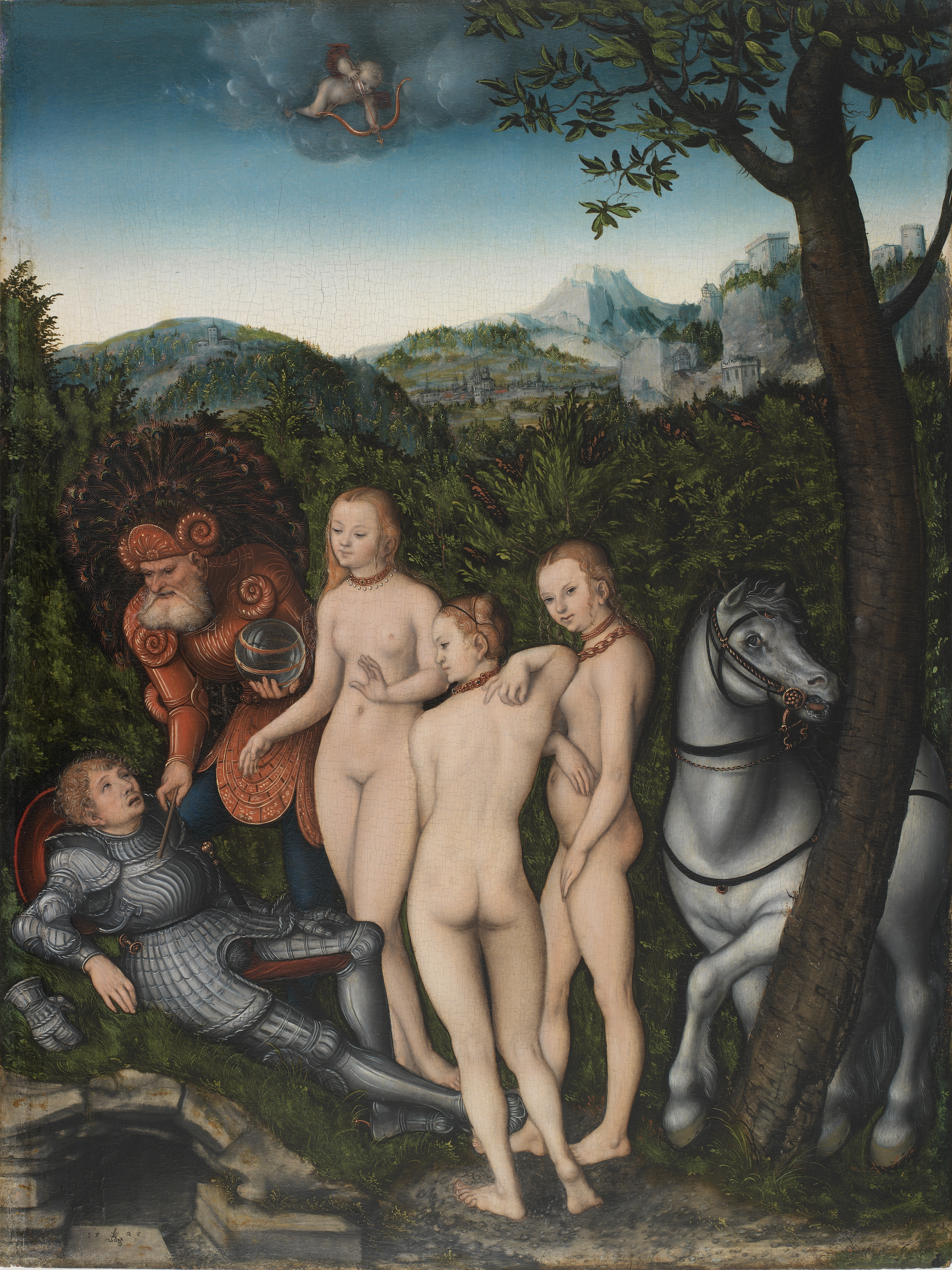
『パリスの審判』 ルーカス・クラナッハ, 1527年
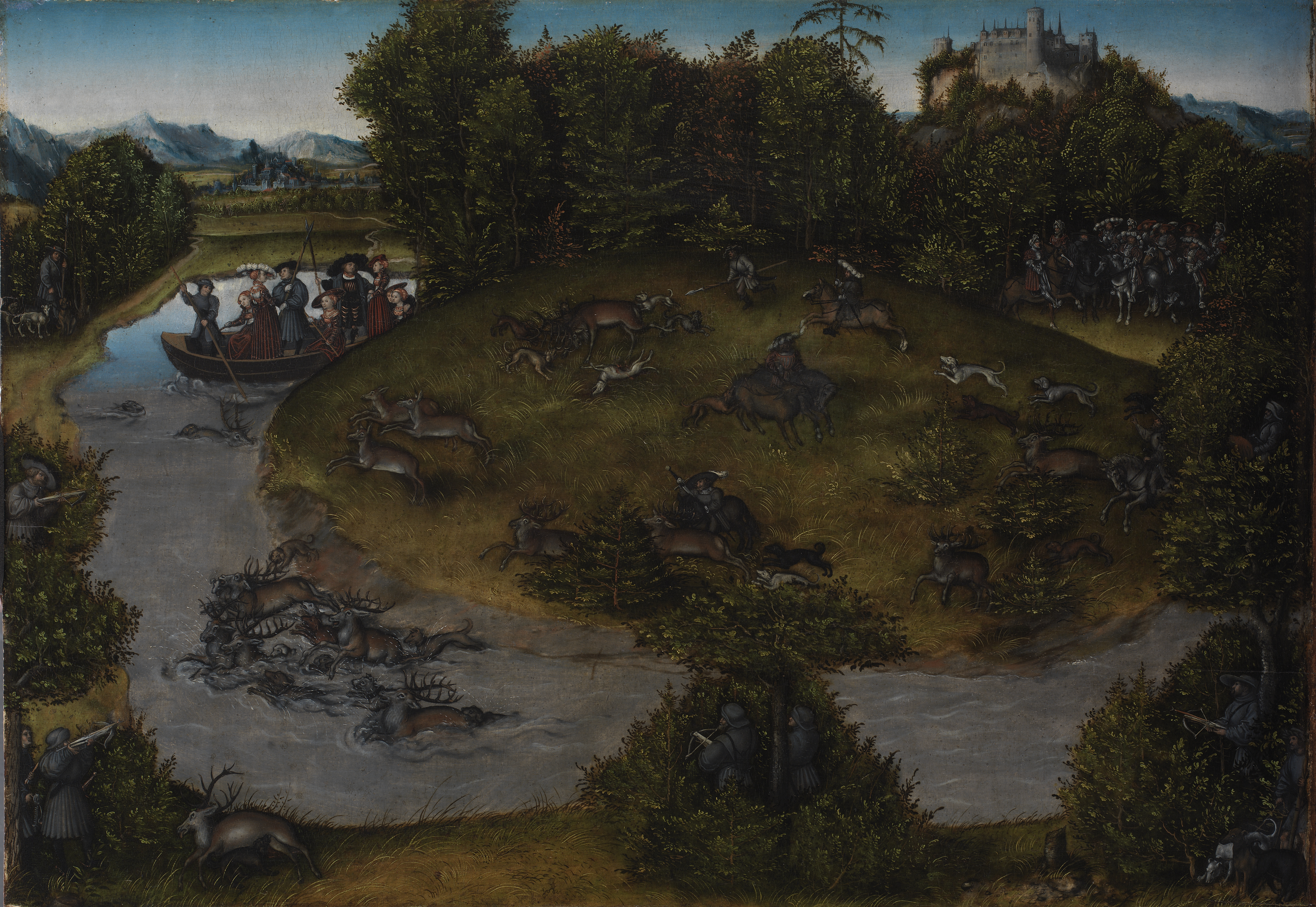
The Stag Hunt of the Elector Frederic the Wise of Saxony ルーカス・クラナッハ, 1529年以降
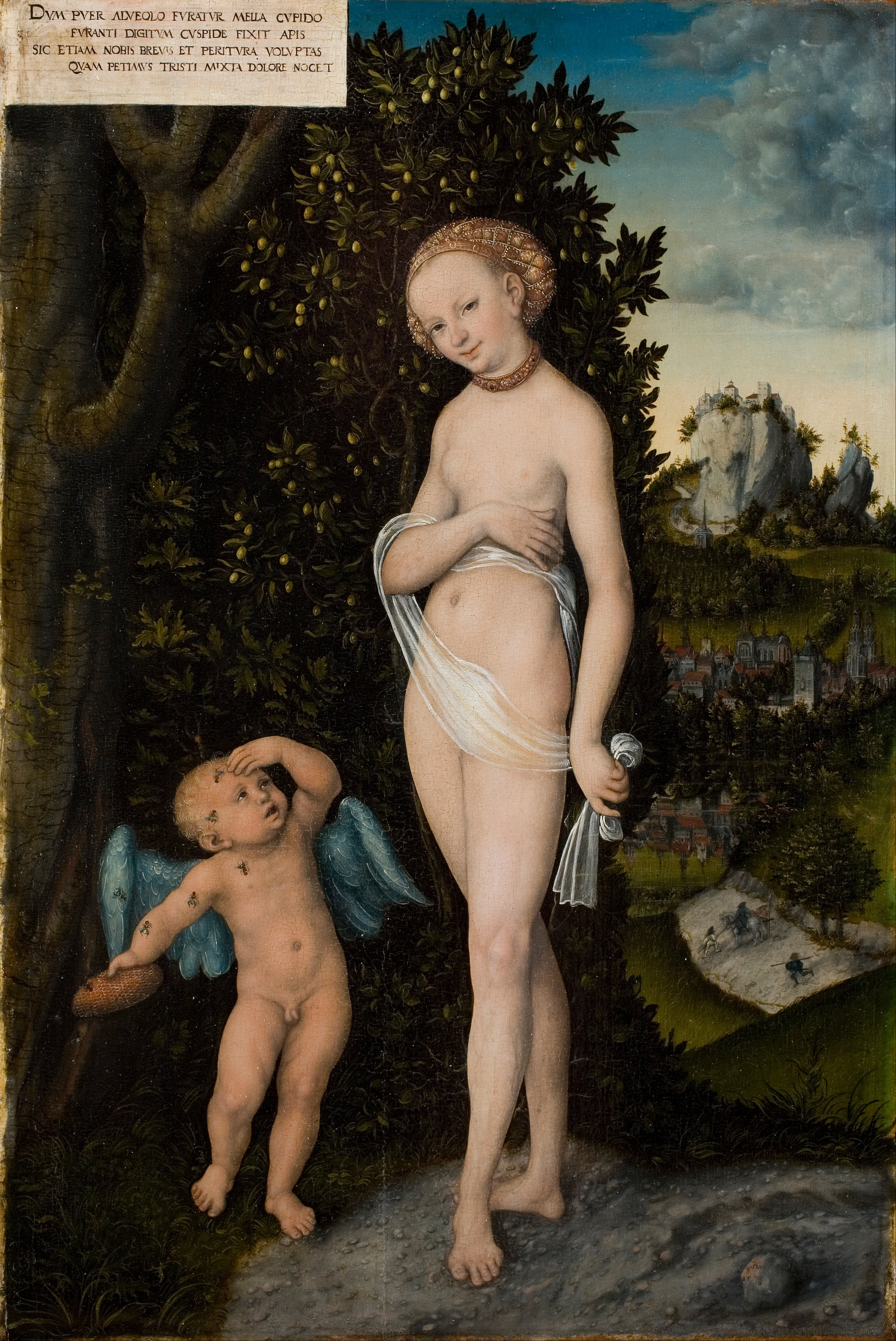
Venus and Cupid, the Honey Thief, ルーカス・クラナッハ, 1530年
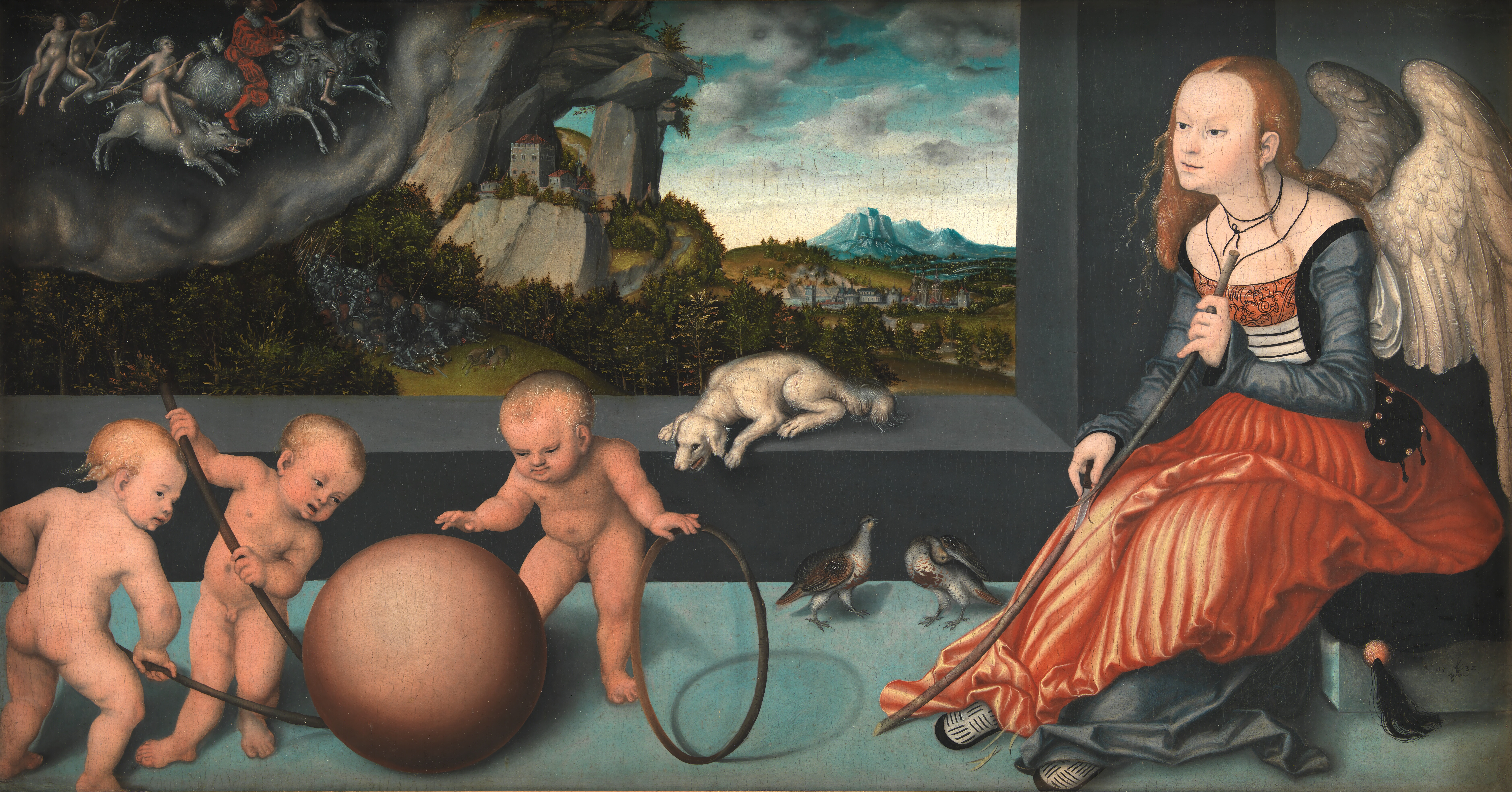
『メランコリア』 ルーカス・クラナッハ, 1532年
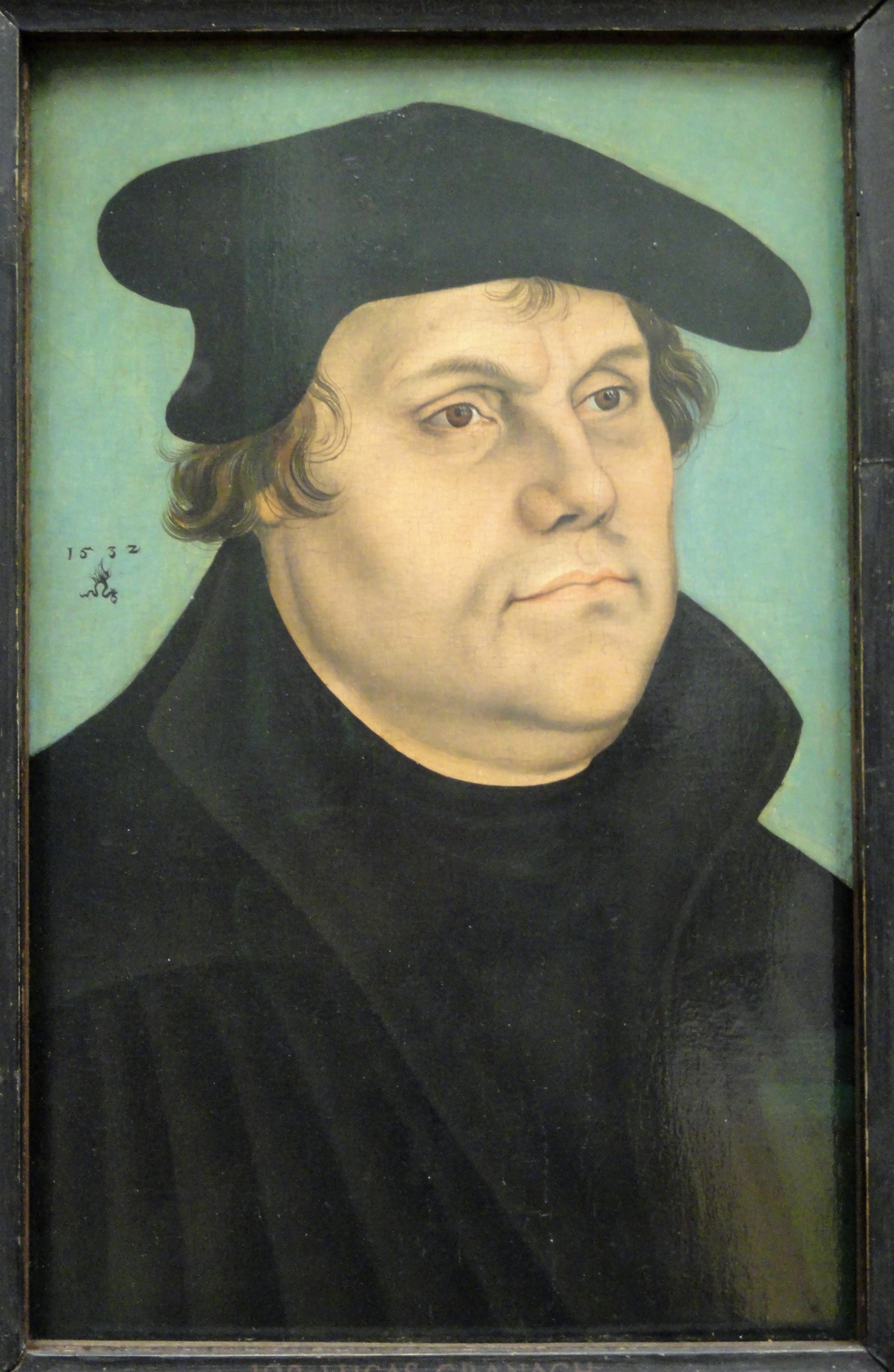
Portrait of Martin Luther ルーカス・クラナッハ, 1532年
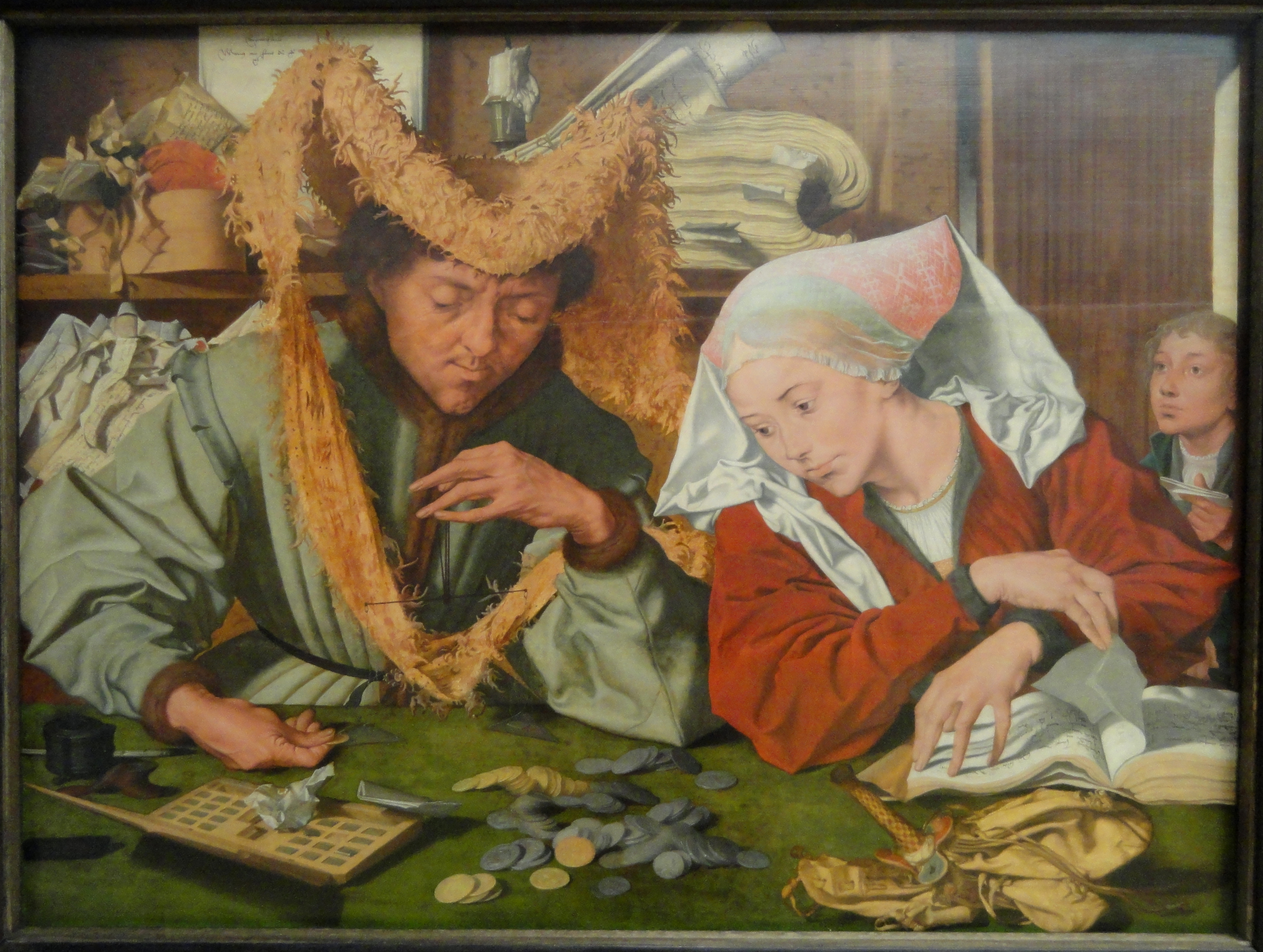
The moneychanger and his wife マリヌス・ファン・レイメルスワーレ, 1540年
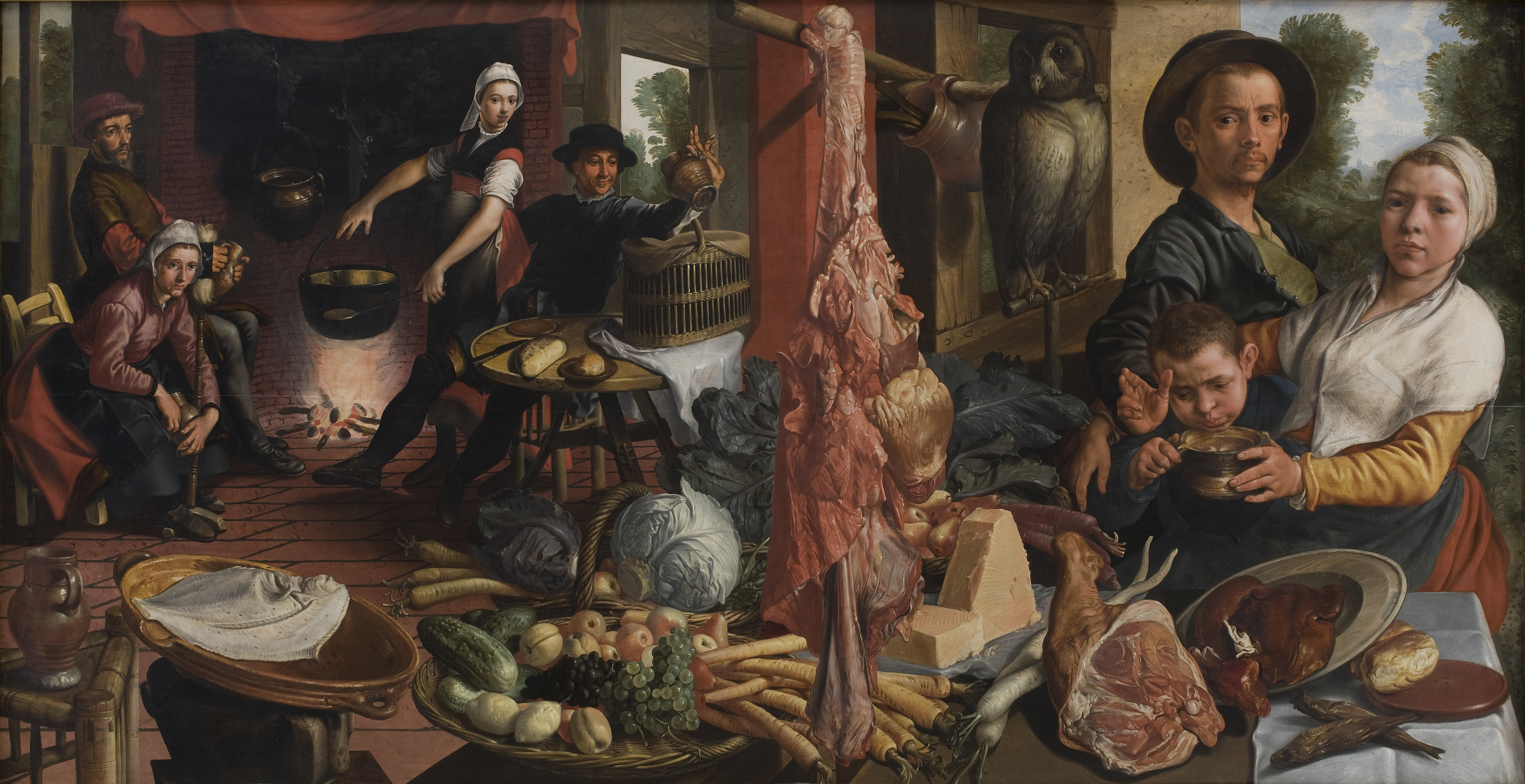
The Fat Kitchen. An Allegory ピーテル・アールツェン, 1565年-75年
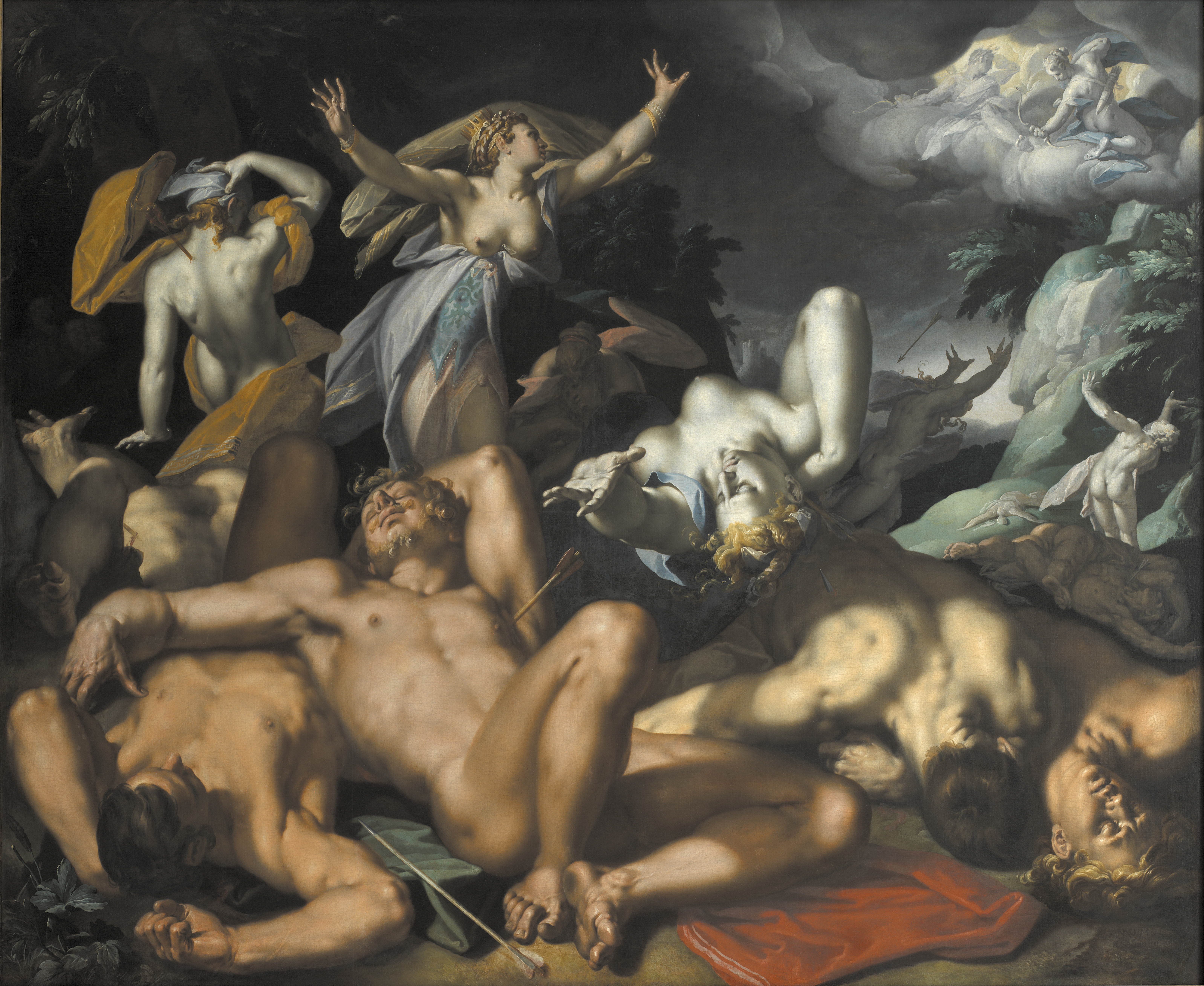
『子供たちのために嘆き悲しむニオベー』 アブラハム・ブルーマールト, 1591年
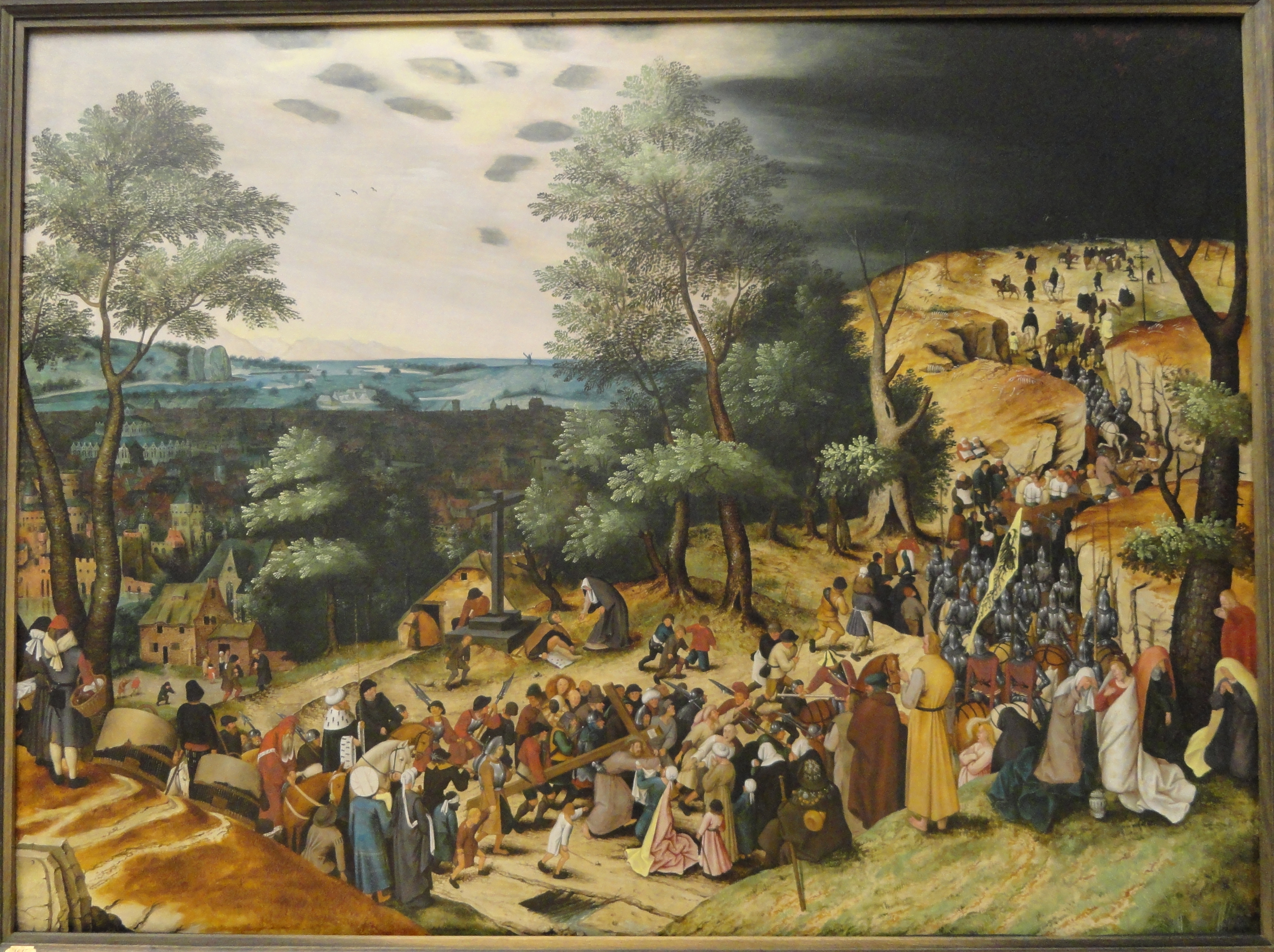
The Way to Calvary ピーテル・ブリューゲル (子), c.1605年
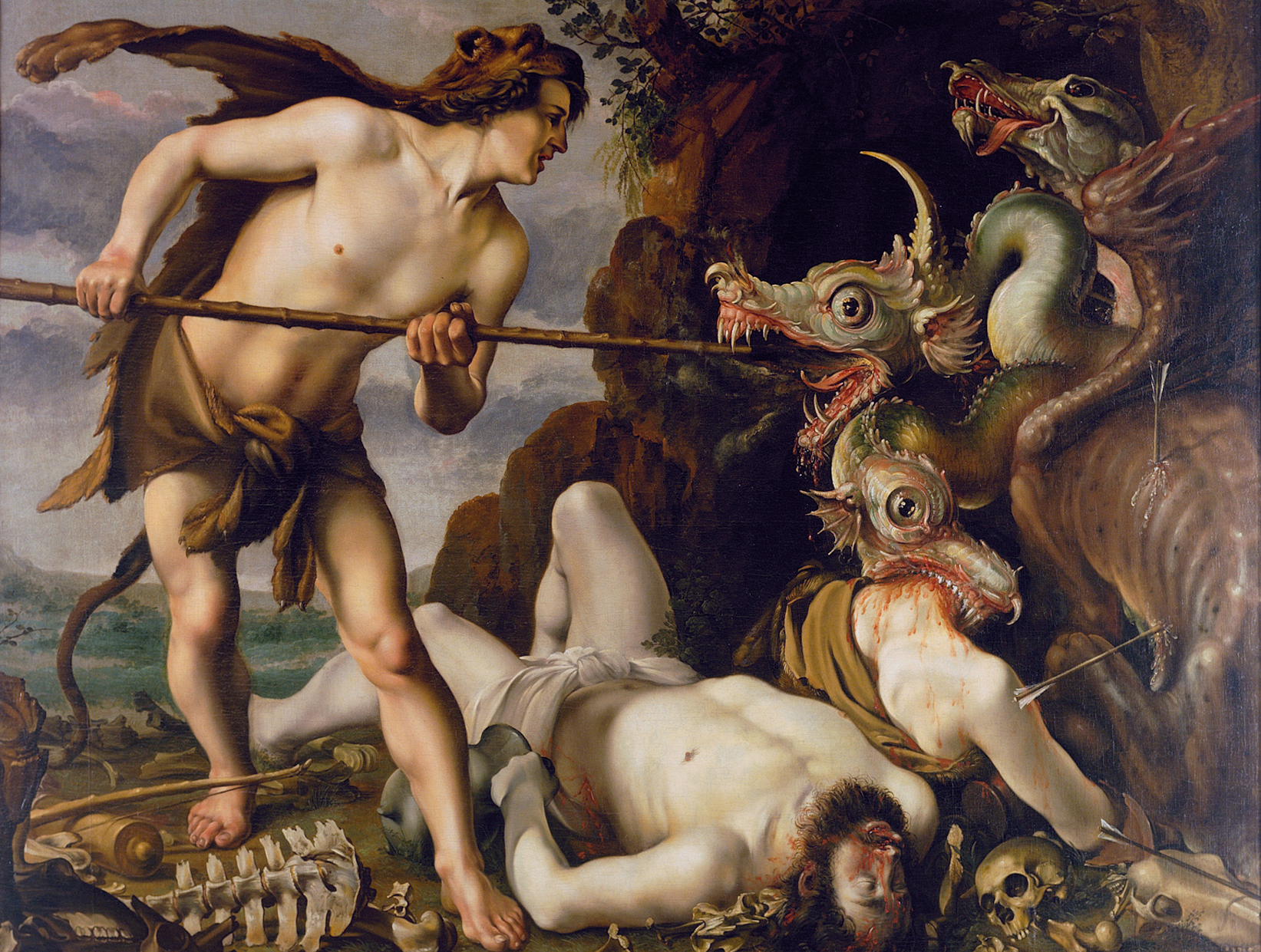
Cadmus slays the dragon ヘンドリック・ホルツィウス
Bouquet of Flowers in a Stone Niche, アンブロジウス・ボスハールト, 1618年
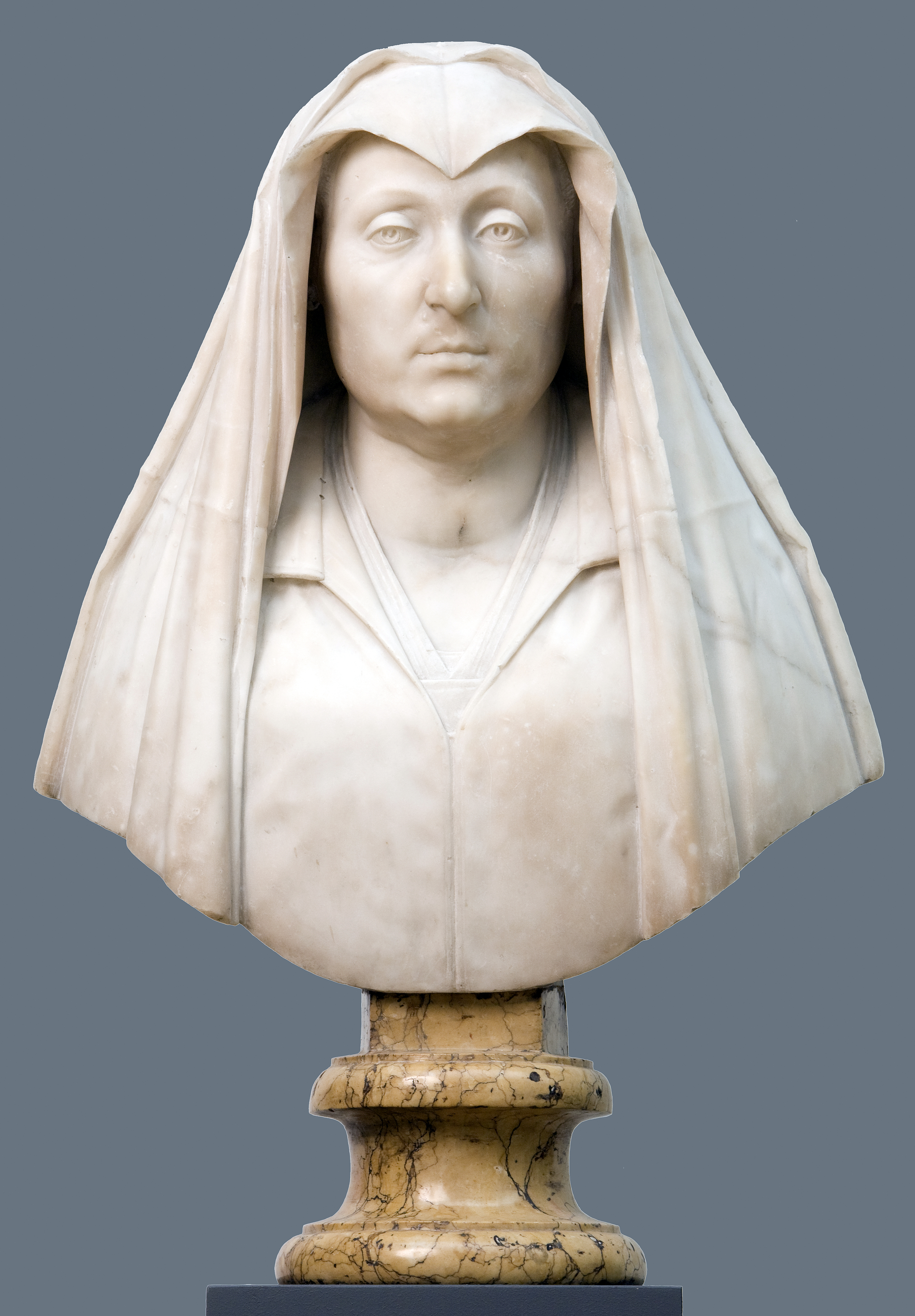
Bust of Camilla Barbadori ジャン・ロレンツォ・ベルニーニ, 1619年
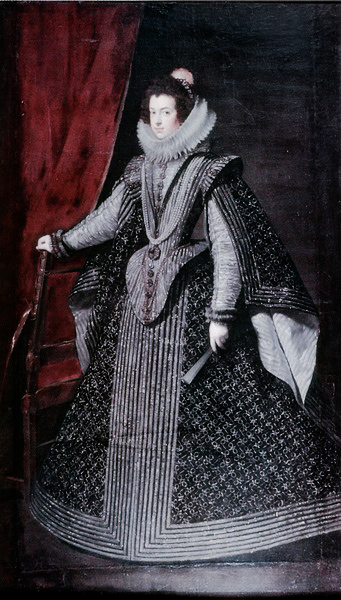
Isabel de Borbón ディエゴ・ベラスケス, c.1630
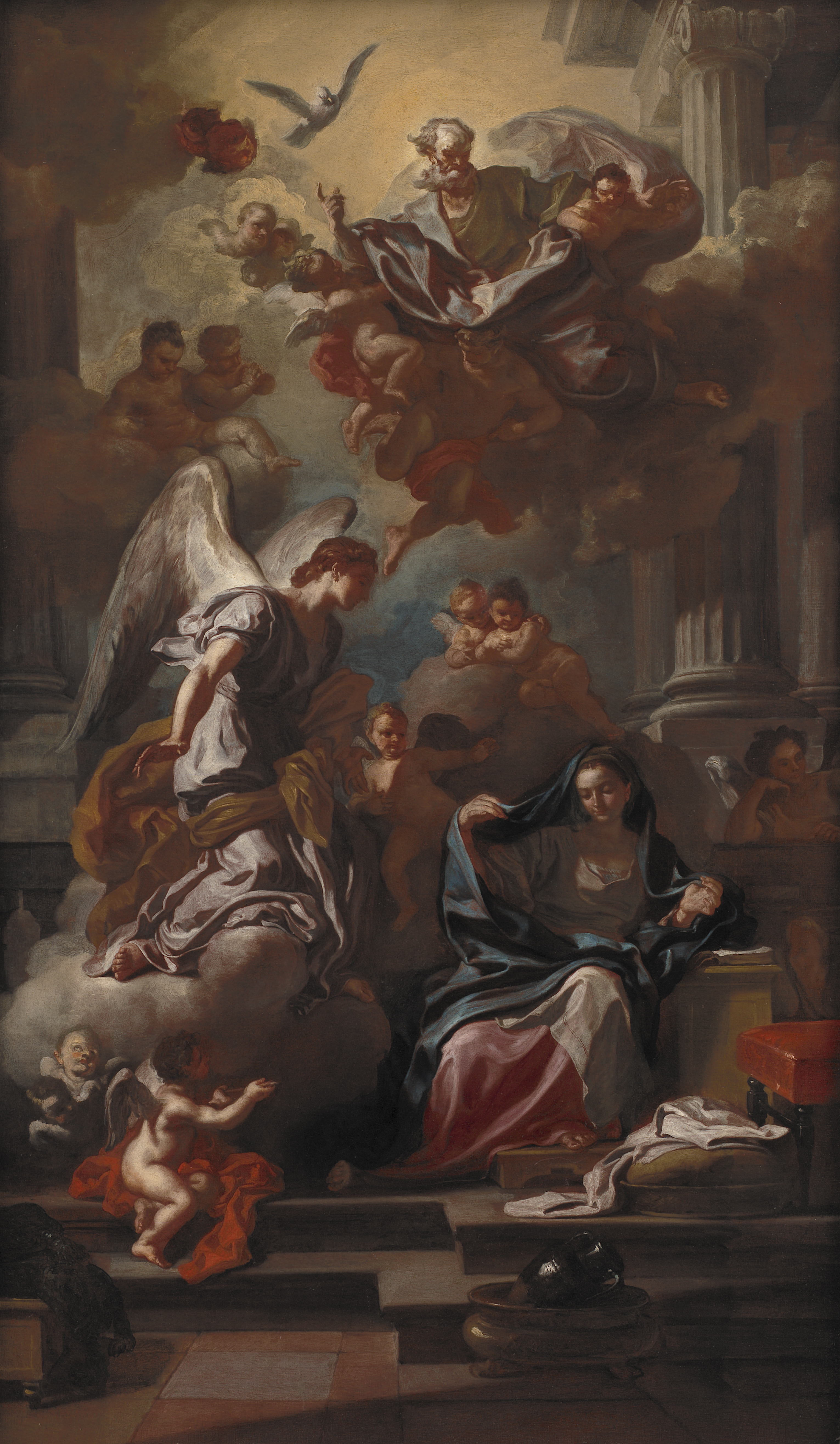
The Annunciation フランチェスコ・ソリメーナ
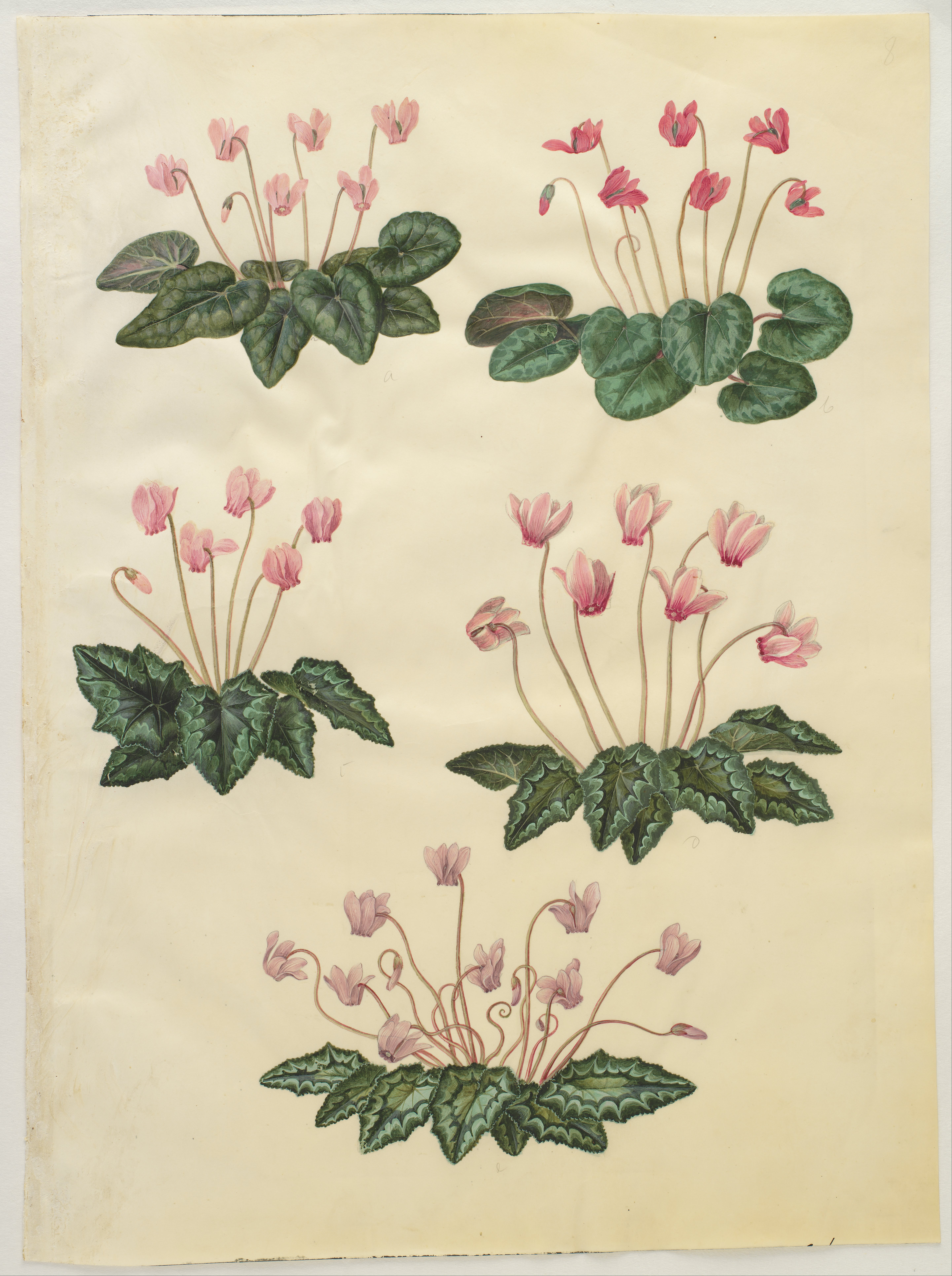
Cyclamen purpurascens; Cyclamen hederifolium Hans Simon Holtzbecker 1649年-59年
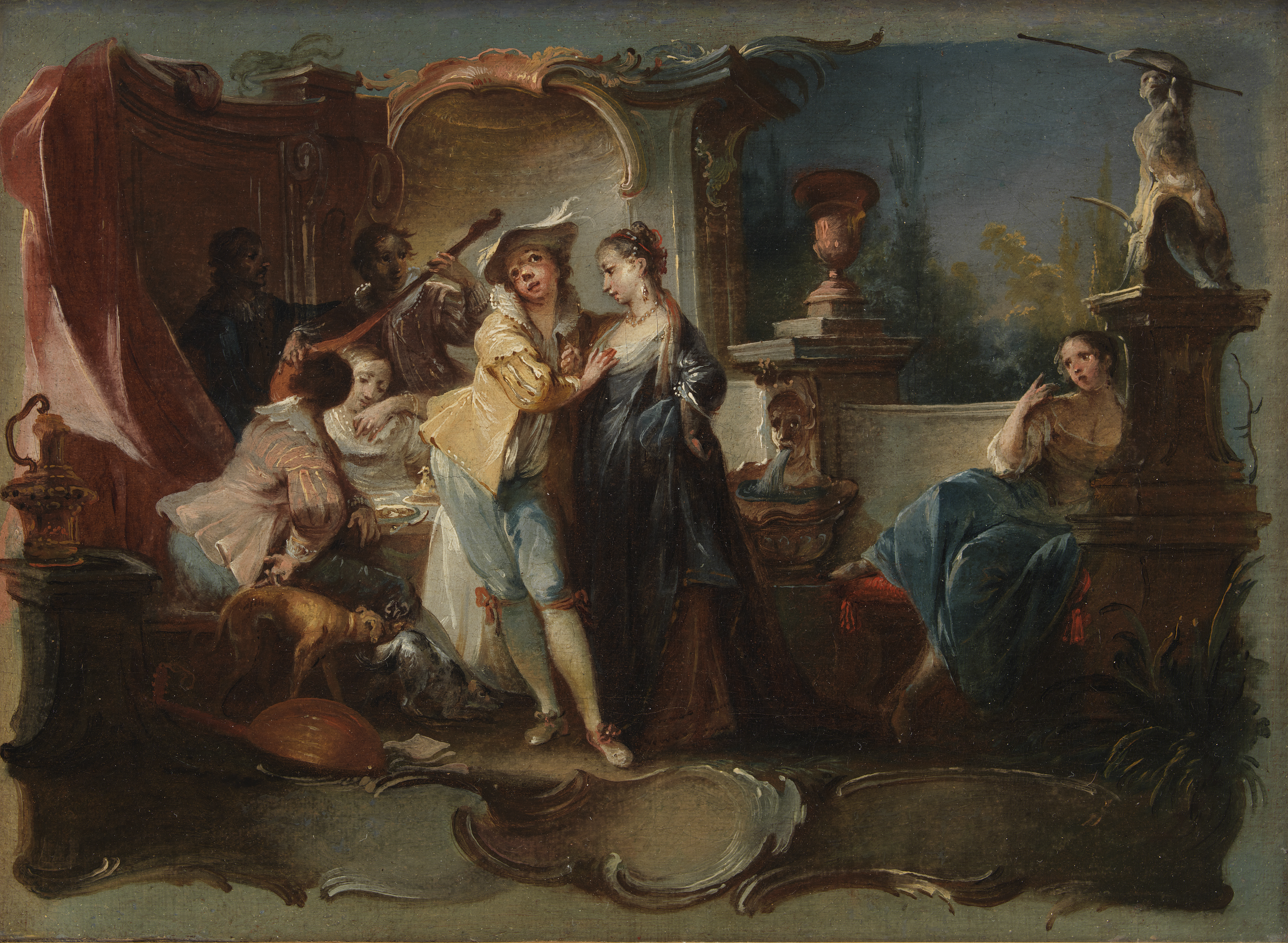
The Prodigal Son Living with Harlots Johann Wolfgang Baumgartner
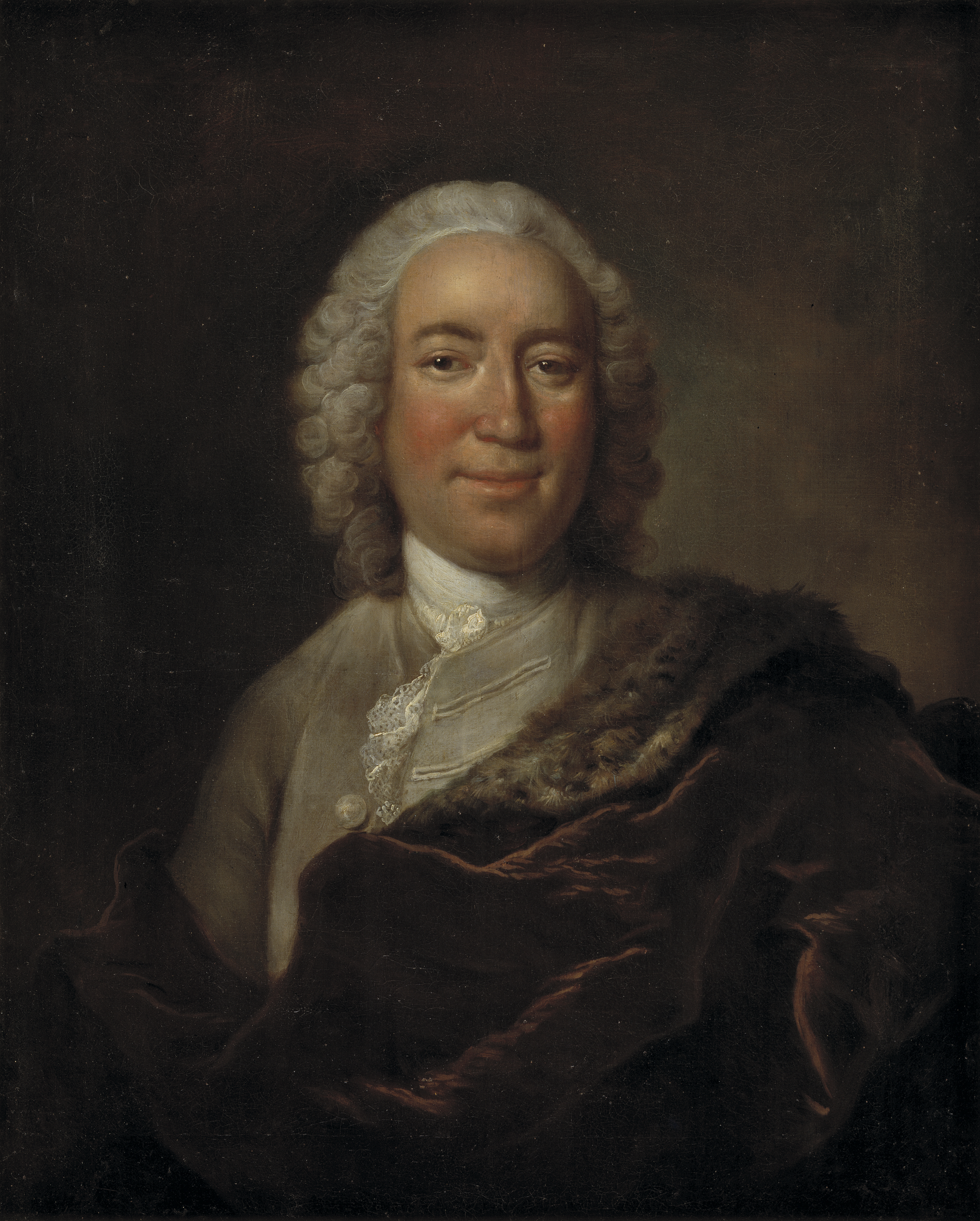
Gerhard Morell ヨハン・サルモン・ヴァール, 1765年
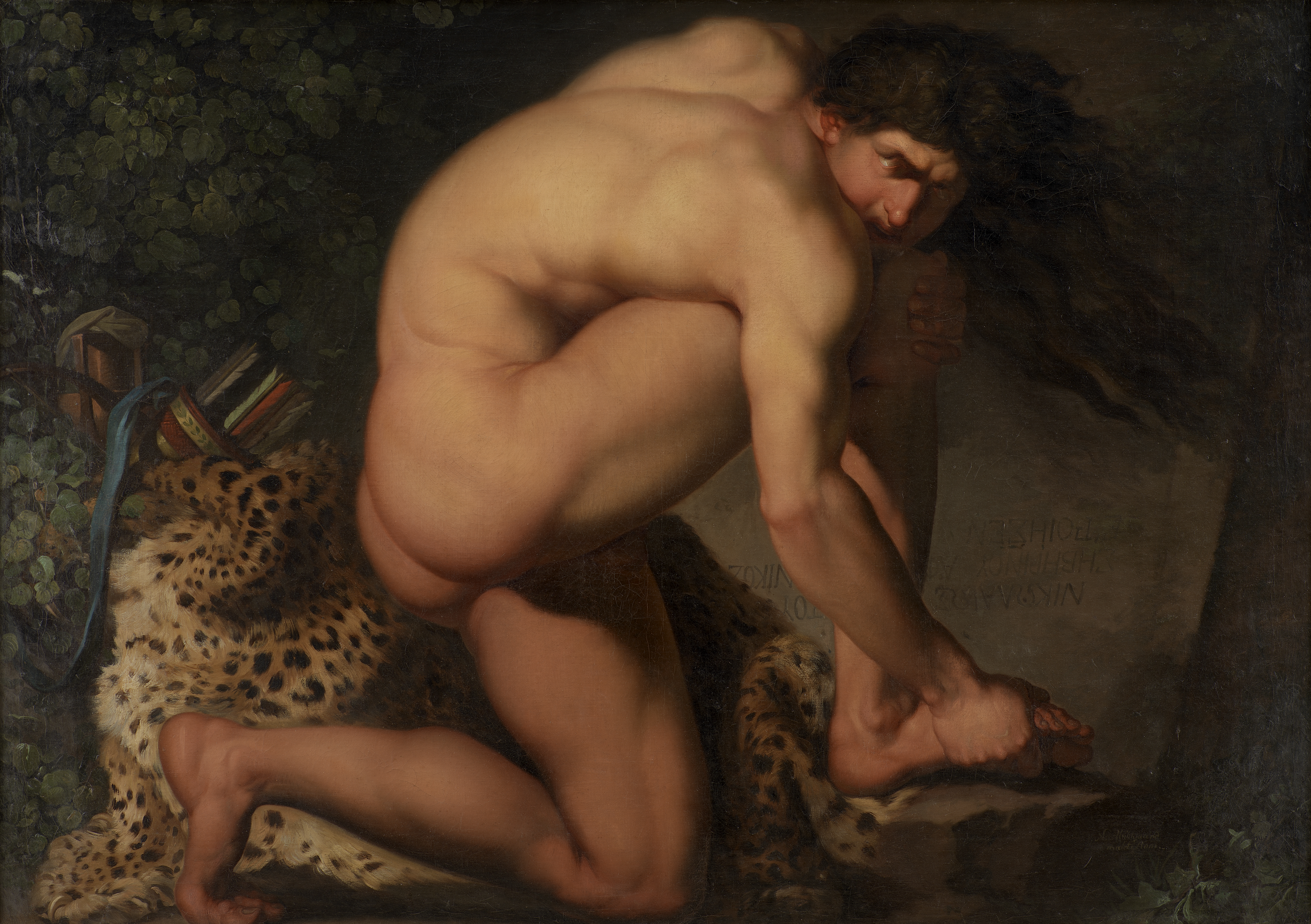
Amor patriae. Allegory symbolising patriotism Carl Frederik Stanley, 1777年
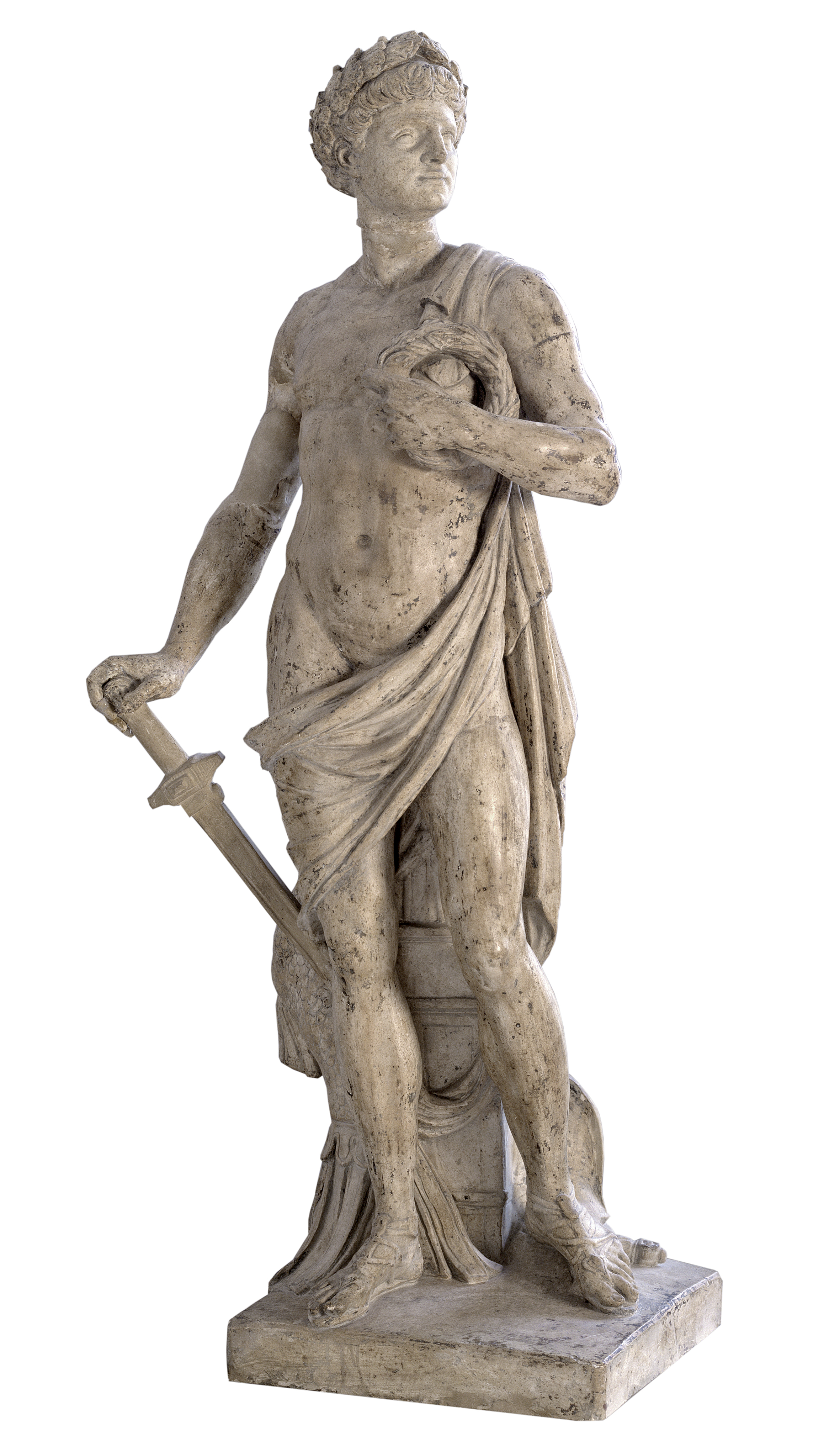
The Russian ship of the line 'Assow' and a Frigate at Anchor in the Roads of Elsinore
 クリストファー・エカスベア, 1828年
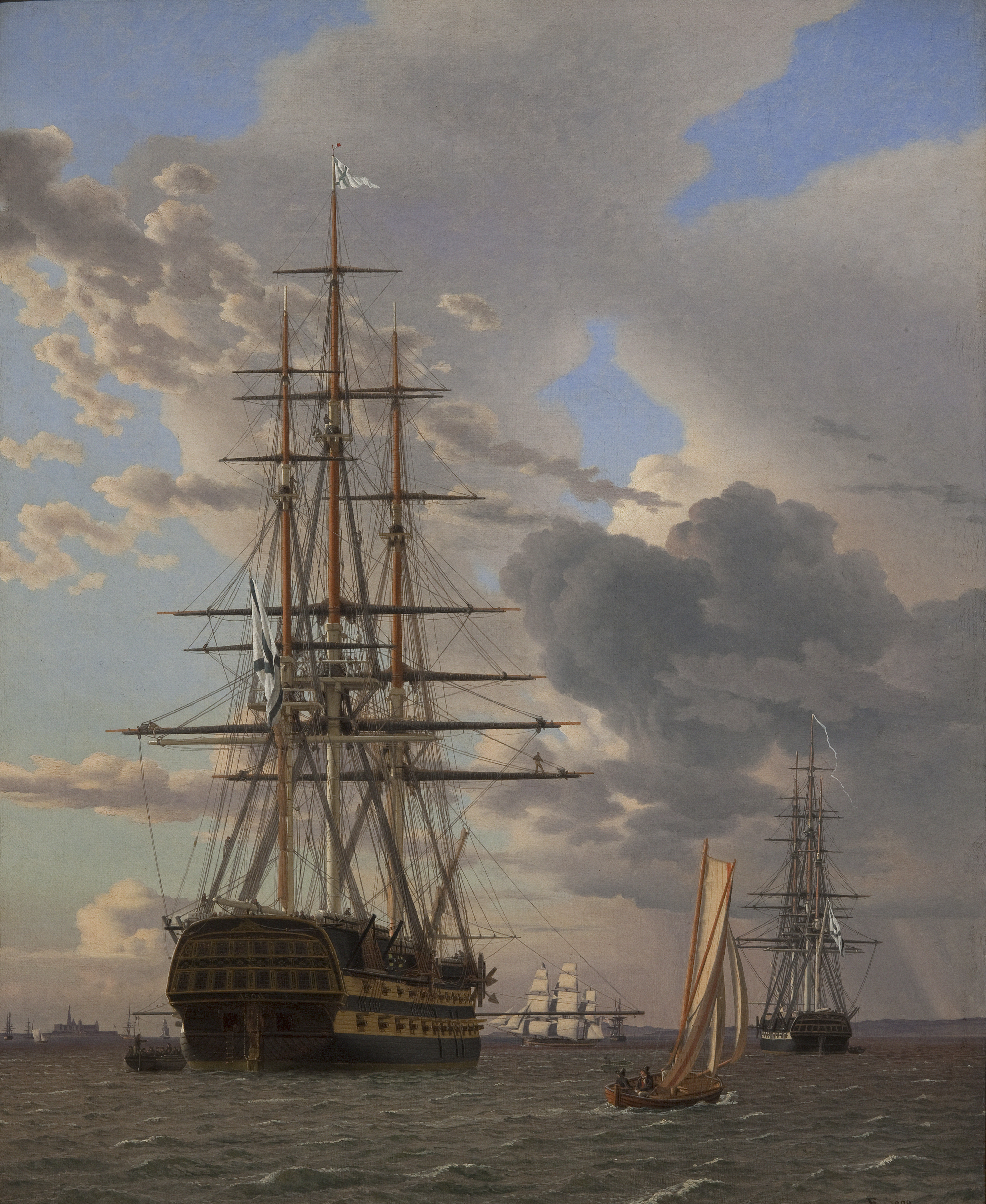
Bretagne-pige ordner planter i et drivhus Anna Petersen, 1884年
The Prison of Copenhagen
 マーティヌス・ラービュー, 1831年
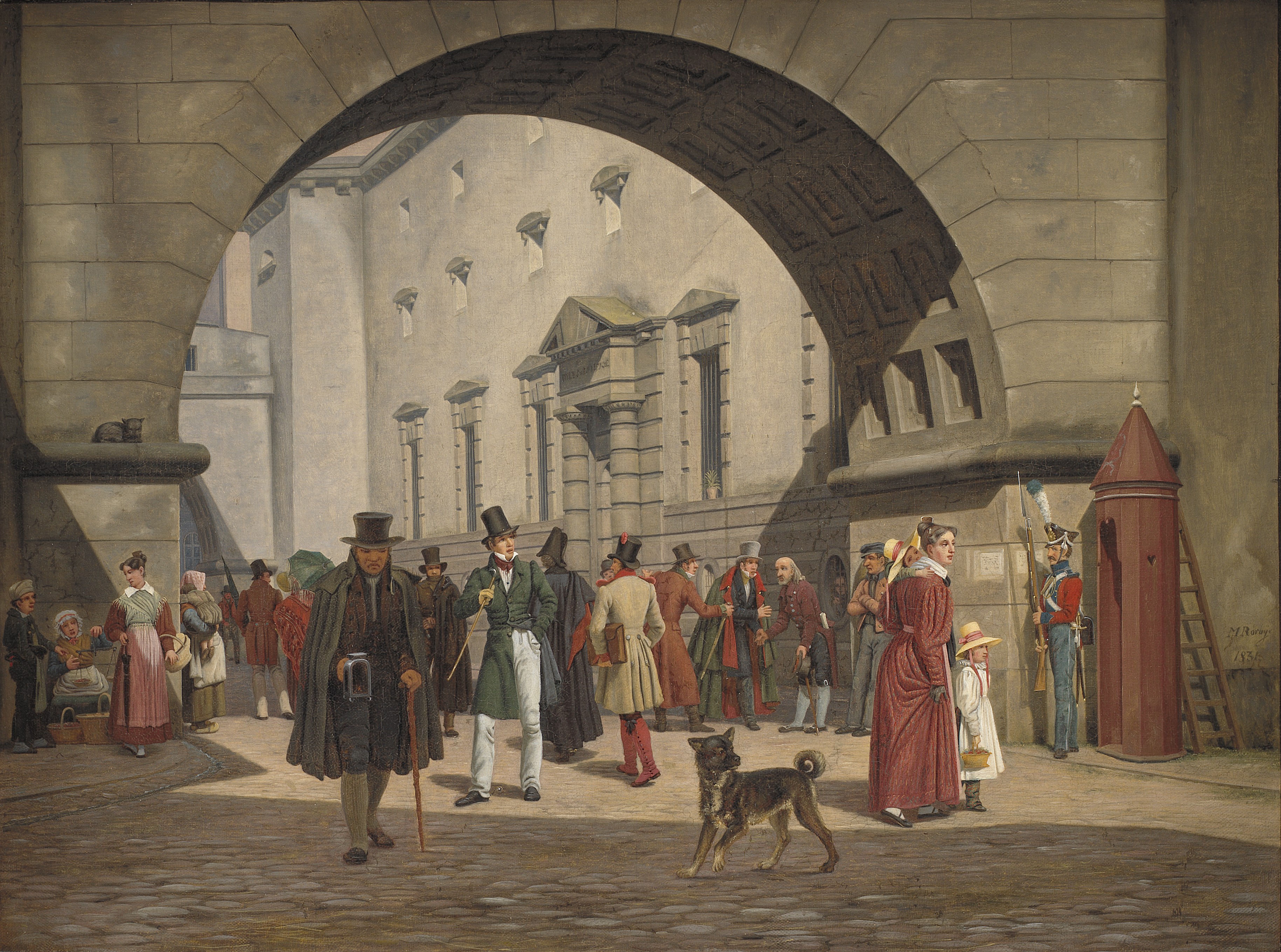
Youth, from the series The Four Ages of Man
ディトリウ・ブルンク, 1840年–45年
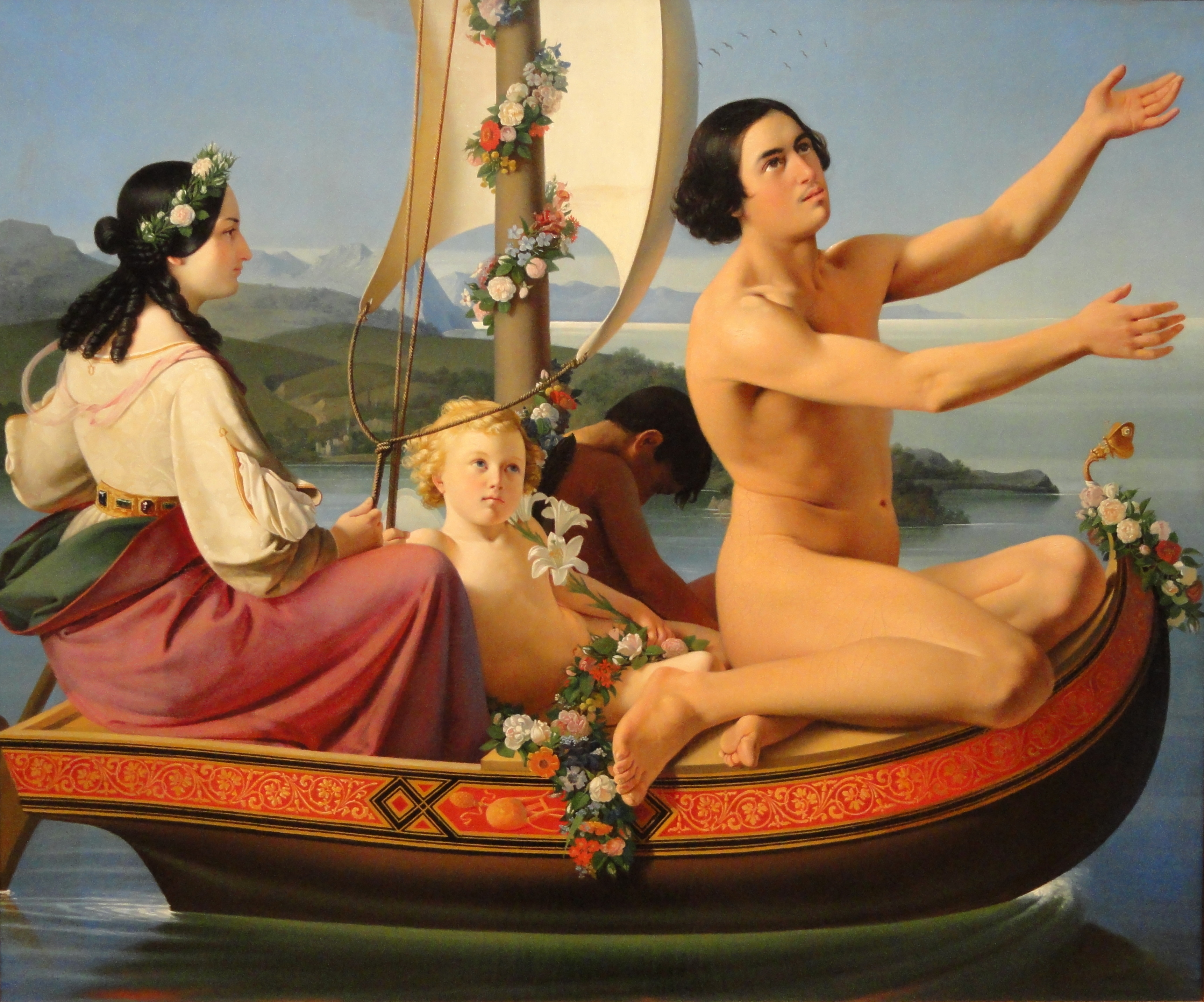
The Artist's Wife, Catherine Jensen, wearing a turban Christian Albrecht Jensen, 1842年-4年頃
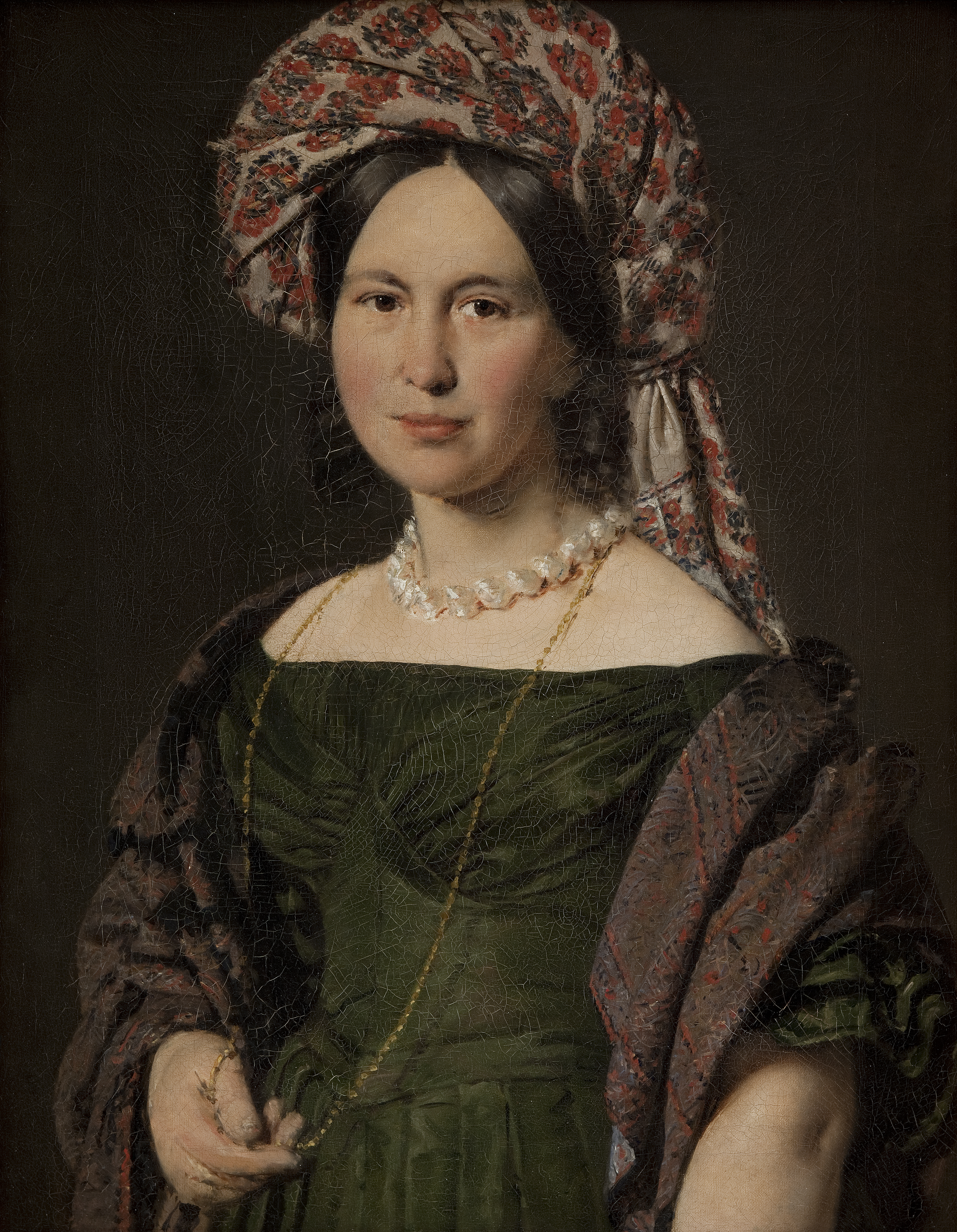
A Beech Wood in May near Iselingen Manor, Zealand Peter Christian Skovgaard, 1857年
- Adam and Eve
ハラルド・スロット＝モラー, 1891年
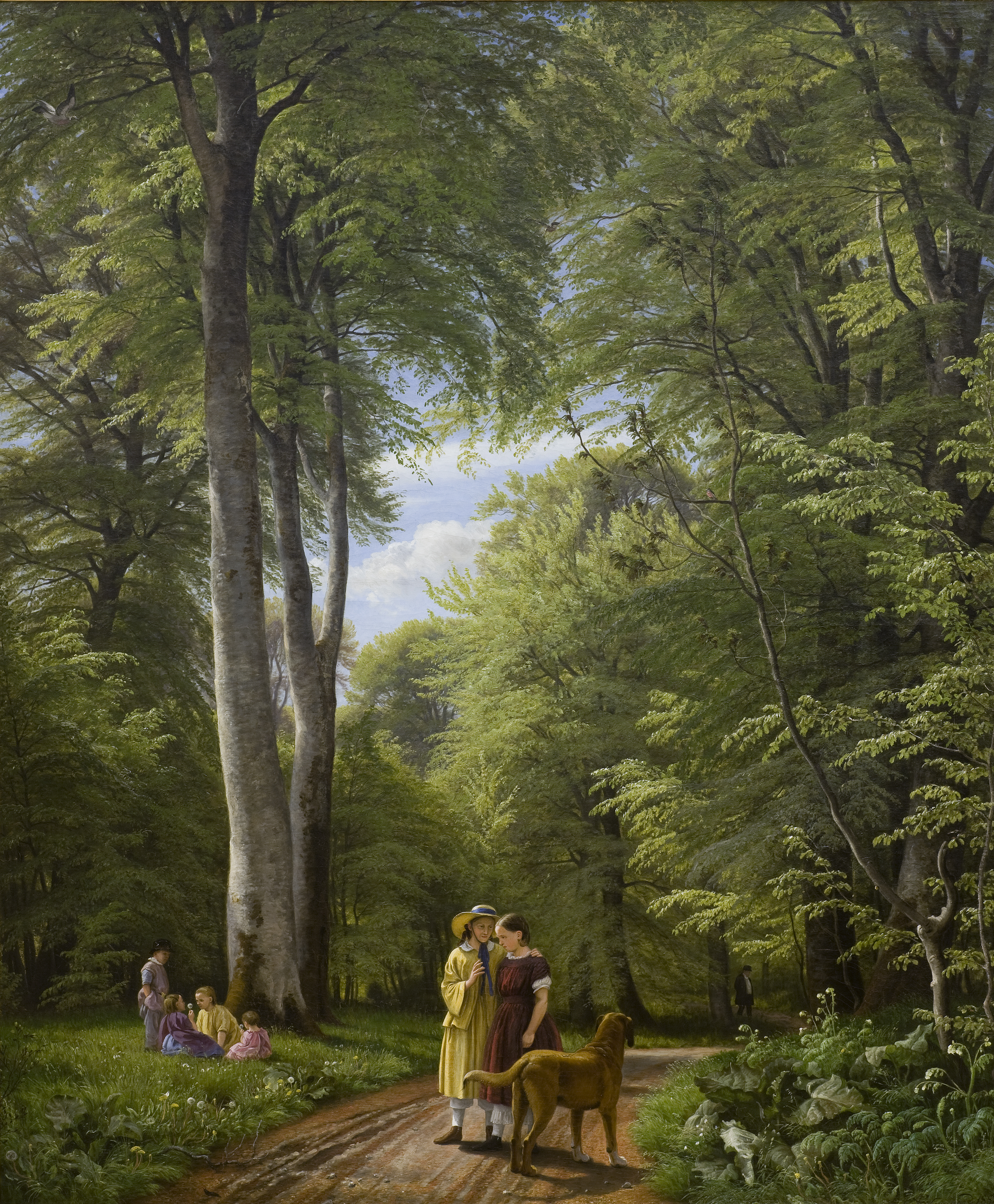
Danish Landscape
ハラルド・スロット＝モラー, 1891年
- Artemis
 ヴィルヘルム・ハンマースホイ, 1893年-4年
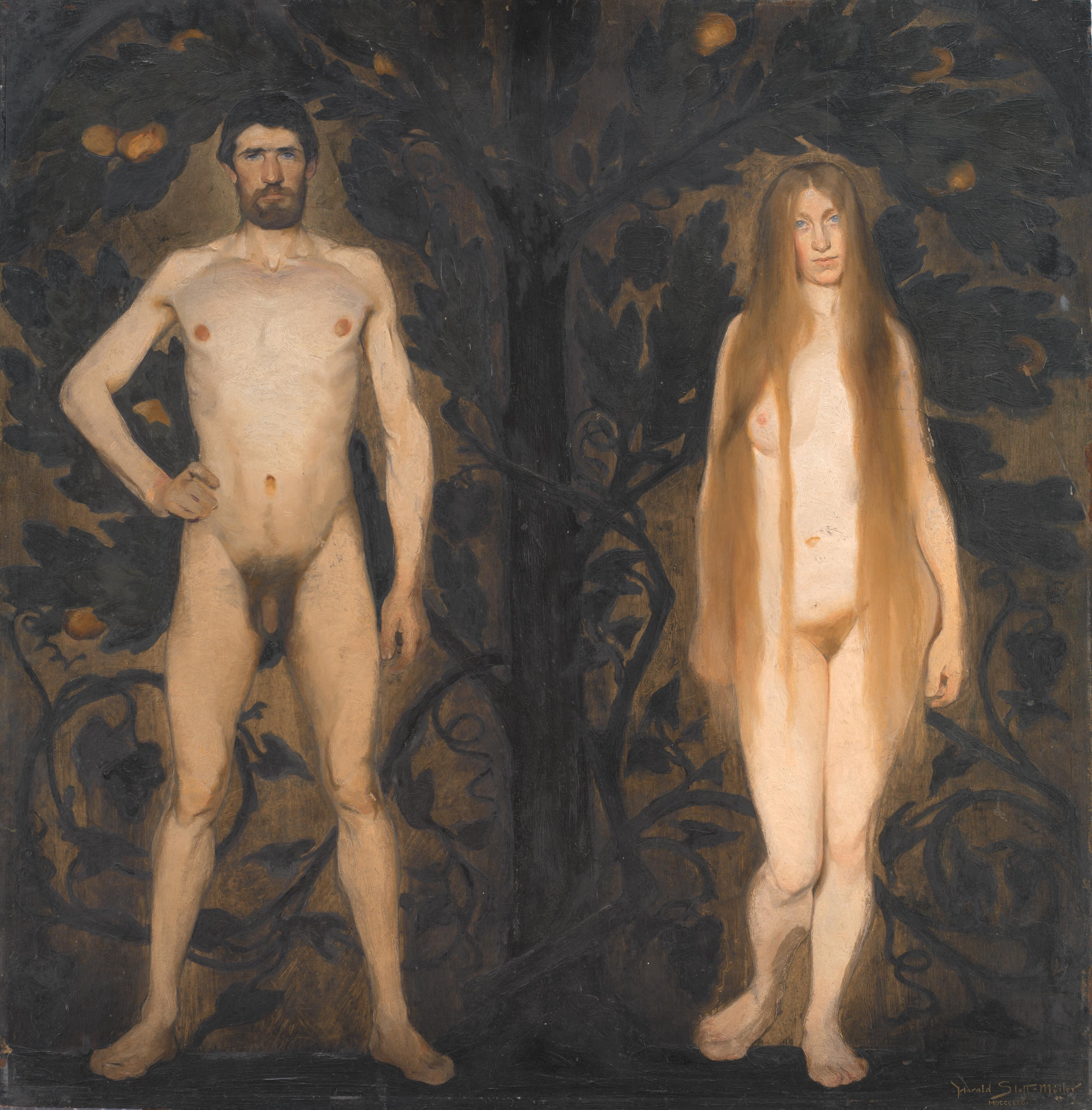
The Buildings of the Asiatic Company, seen from St. Annæ Street
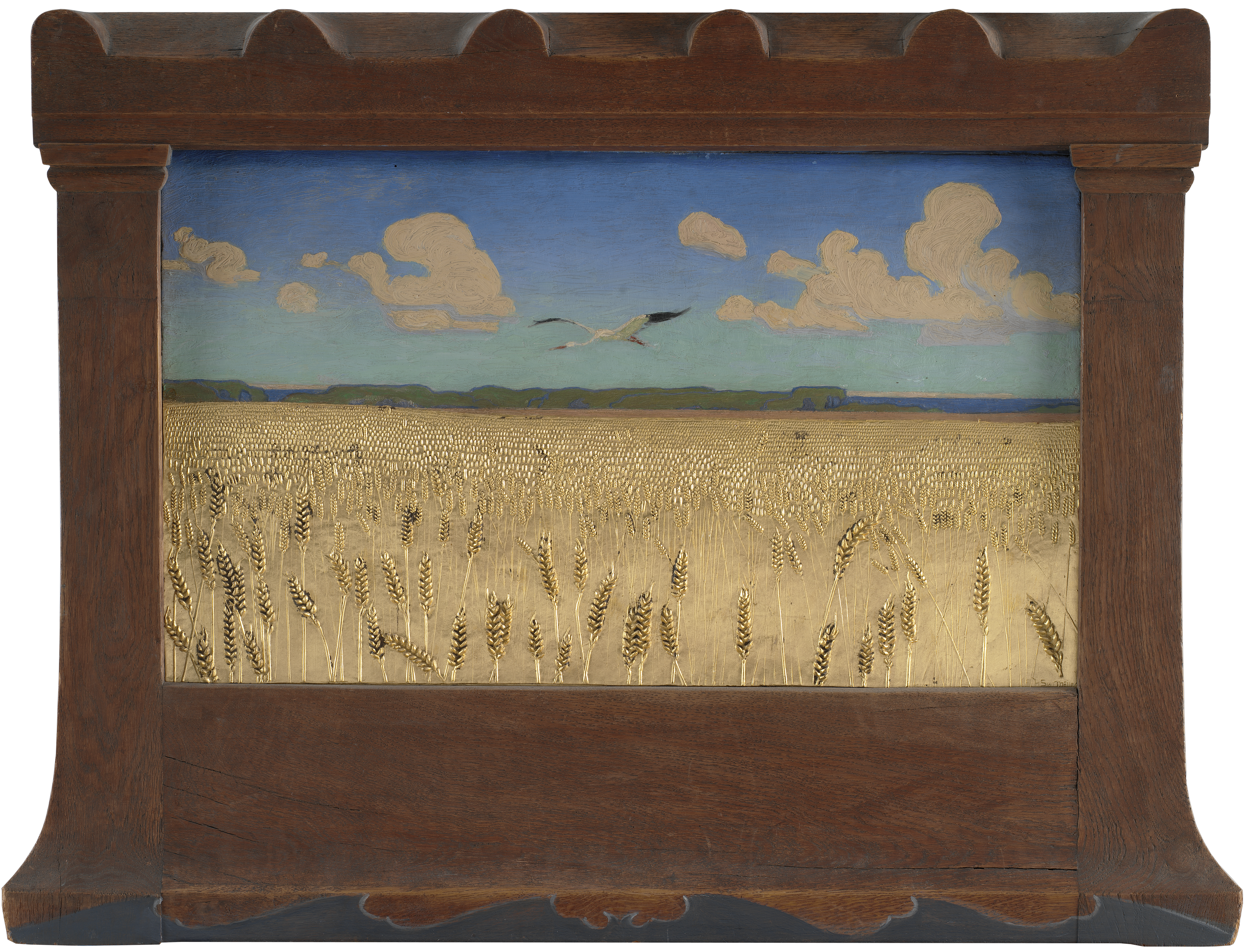
Danish Landscape ハラルド・スロット＝モラー, 1891年
Artemis ヴィルヘルム・ハンマースホイ, 1893年-4年
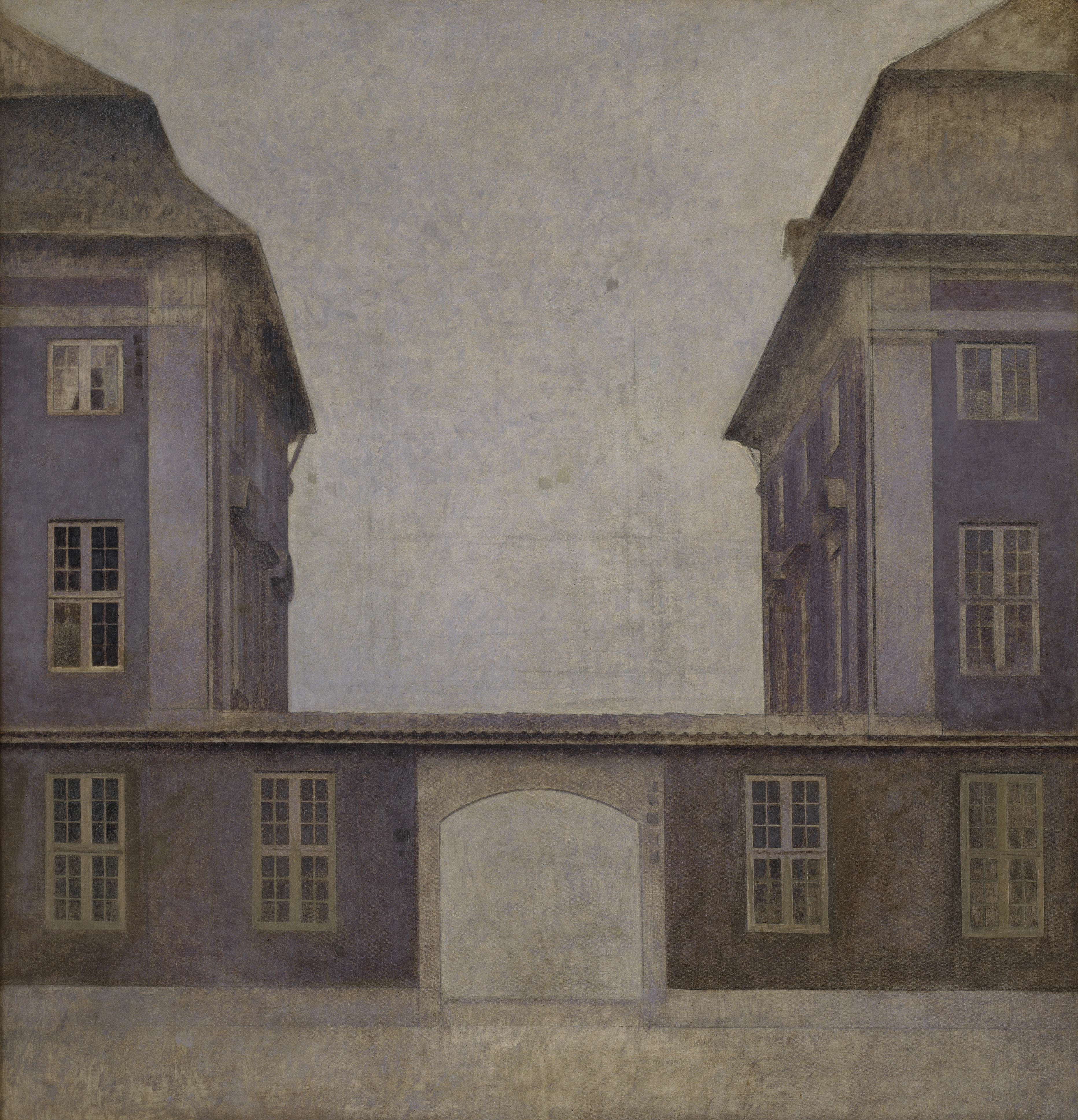
The Buildings of the Asiatic Company, seen from St. Annæ Street ヴィルヘルム・ハンマースホイ, 1902年
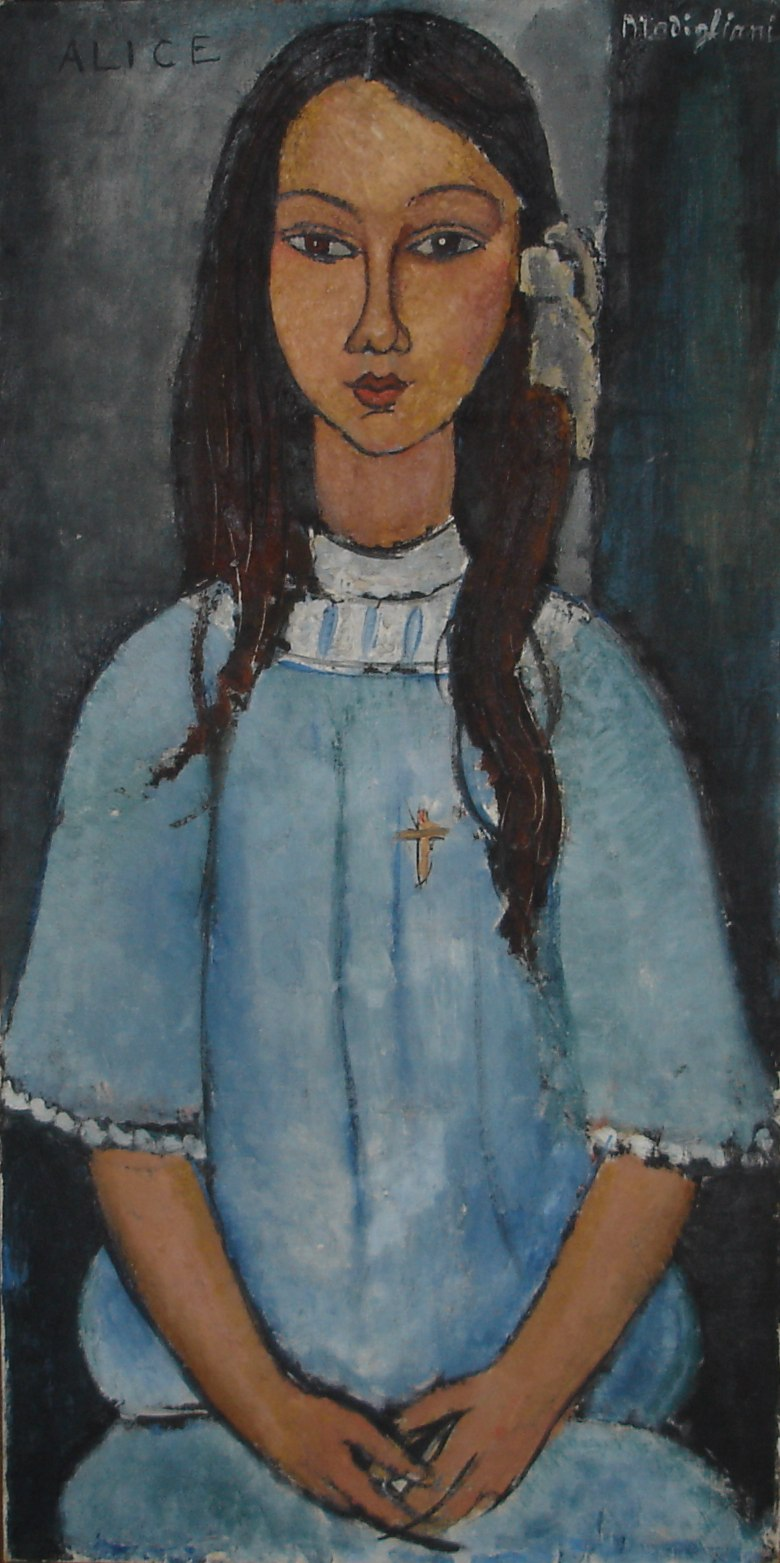
Alice アメデオ・モディリアーニ, 1915年
 ヴィルヘルム・ハンマースホイ, 1902年
- Alice
アメデオ・モディリアーニ, 1915年